# 人民大会堂

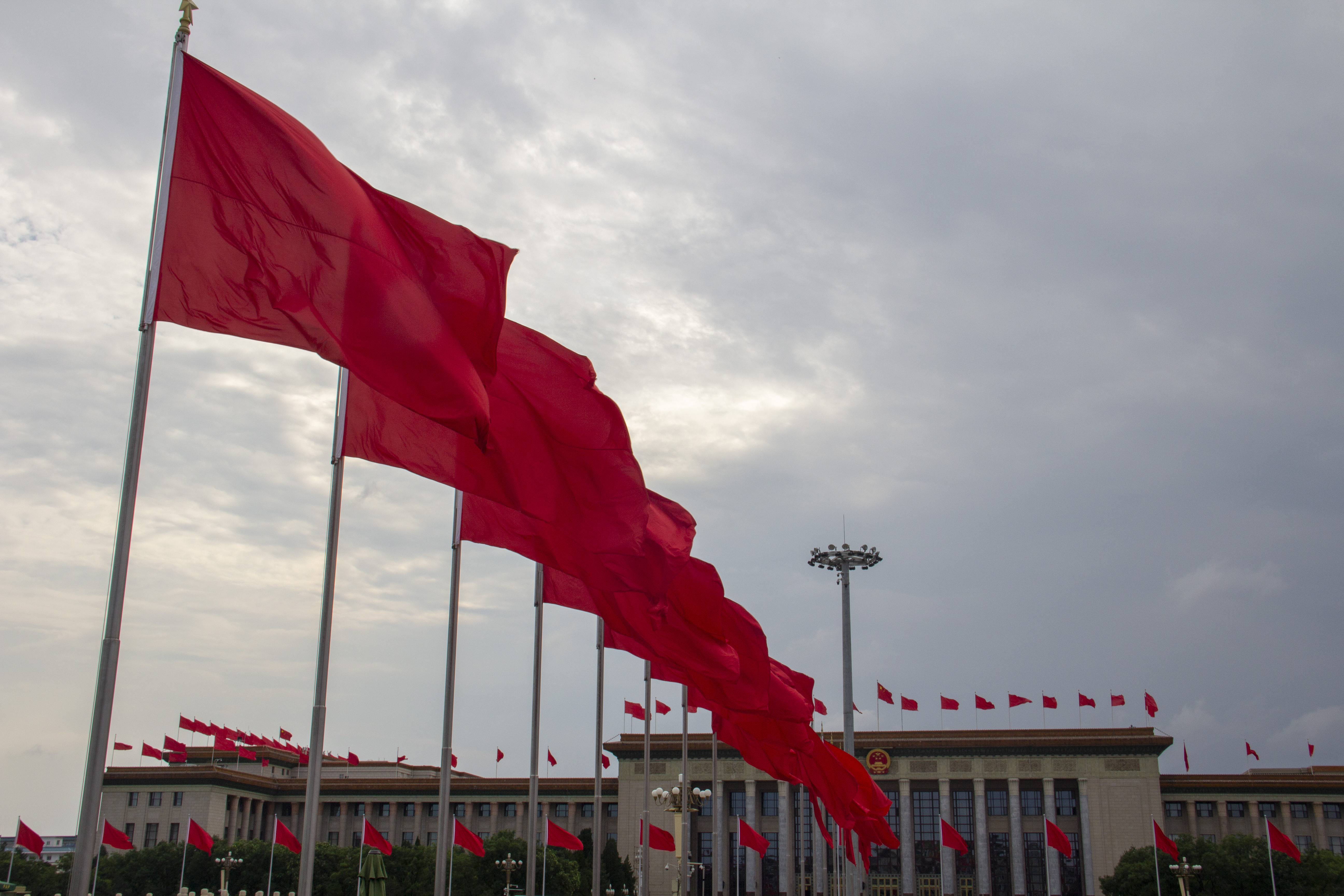
重大活动时，天安门广场在人民大会堂和国家博物馆之间会升起红旗。

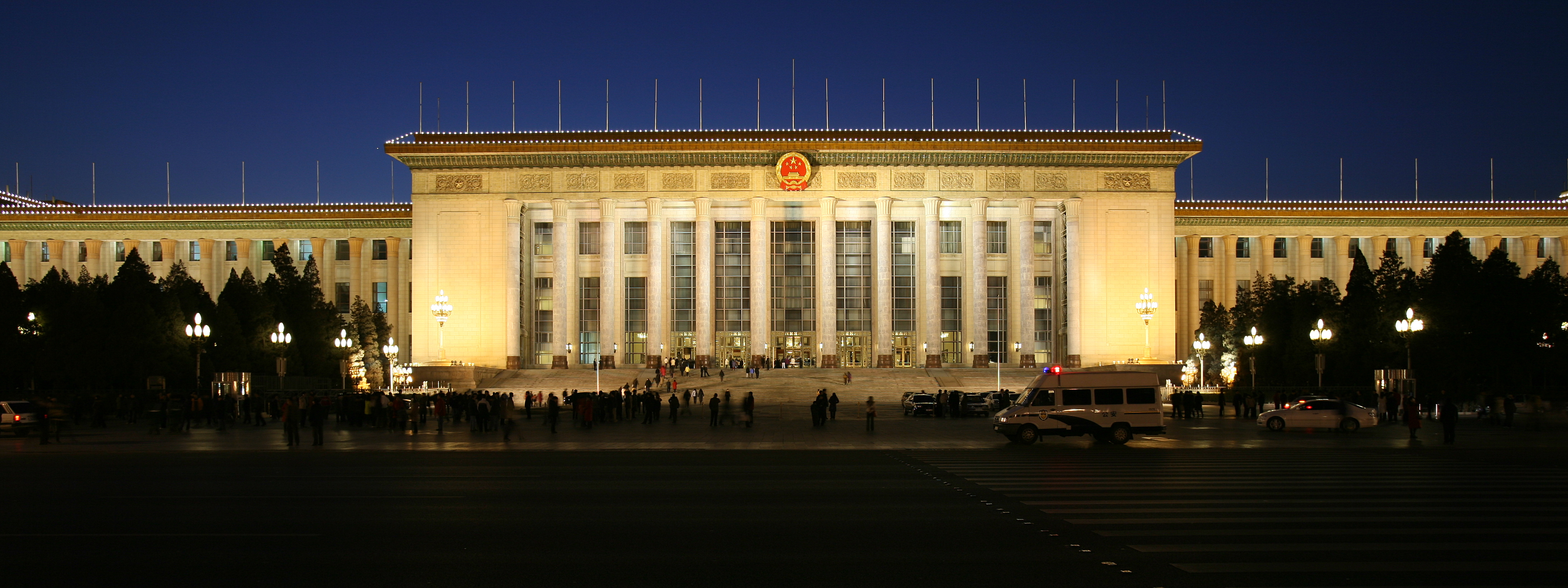
人民大会堂夜景

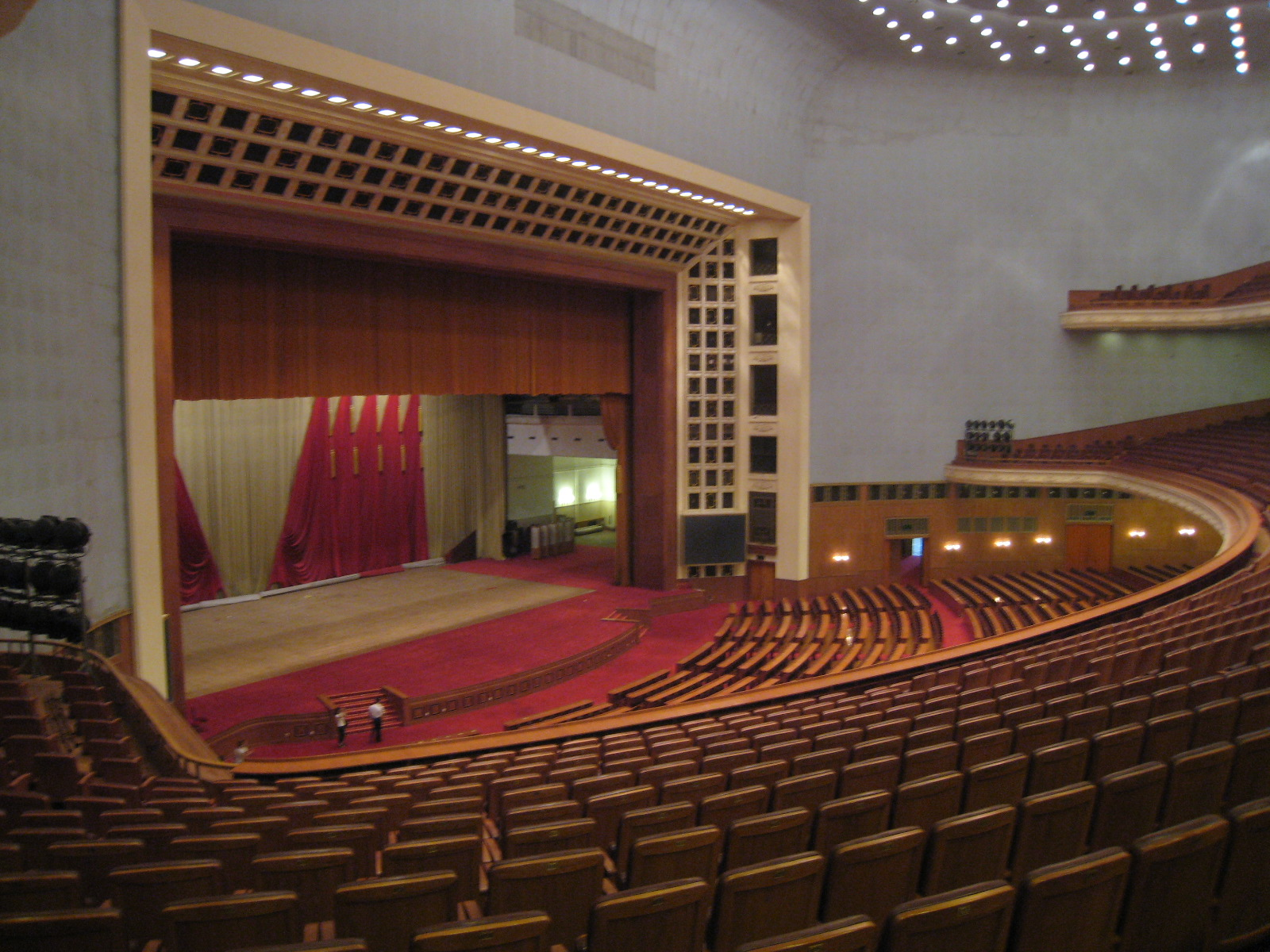
人民大会堂万人大礼堂全景

人民大會堂位於中華人民共和國首都北京市西城区天安門廣場西側，竣工於1959年。不僅是全國人民代表大會召開的地點和全國人大常委會的會議和辦公地點，也是中華人民共和國黨和国家舉行政治、外交活動的場所，还对外承接会议与宴请及文艺活动。人民大會堂由全國人大常委會辦公廳直属事业单位人民大會堂管理局管理。
在各省，當地也模仿人民大會堂的建築風格建造了自己的會堂，不少省份的會堂甚至是當地的地標建築。
人民大会堂的图案也被印在了第五套人民币100元纸币背面。

## 歷史

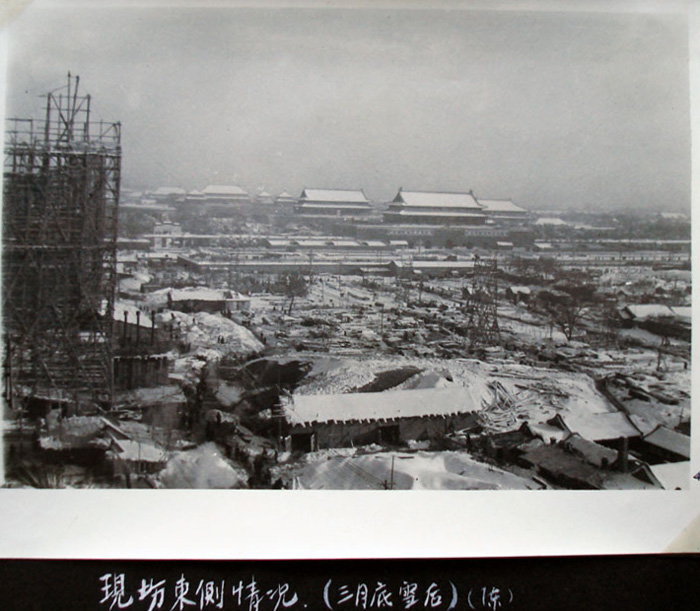
1959年3月，雪后的人民大会堂工地

1956年第一個五年計劃提前完成後，中共中央開始醞釀在北京建設一個較大的禮堂。1958年8月下旬北戴河會議上，中共中央決定在北京建設包括萬人大會堂在內的多項重大建築工程，並要求在1959年10月中華人民共和國建國十週年之前投入使用。自決定修建至建成僅一年零一個月有餘，時間非常緊迫:24-25。1958年9月5日，北京市副市长万里传达了中央关于筹备庆祝新中国成立十周年的通知――即建好万人大会堂、革命博物馆、历史博物馆、国家大剧院、军事博物馆、科技馆、艺术展览馆、民族文化宫、农业展览馆，加上原有的工业展览馆(即北京展览馆)共十大公共建筑。北京市马上成立了由冯佩之负责的国庆工程设计领导小组和由张镈为总建筑师的大会堂设计组，在很短时间内选出了大会堂设计的8个方案，并在广泛征求意见的基础上由清华大学、北京市规划管理局设计院（院长沈勃）、北京市规划管理局各自做一个综合方案。1958年9月初，北京市規劃管理局確定將萬人大會堂和革命歷史博物館分設於天安門廣場兩側。與此同時，全國各地的設計人員应邀到北京參與十大建築的設計工作:25-28。
在進行了多輪方案之後，針對天安門廣場佈局的問題，中共北京市委召開會議，確定天安門廣場東西寬500米，根據“以人民為主”的原則，大會堂的高度可以超過天安門。此後又根據“活人不對死人”的傳統習慣，確定大會堂正門不正對人民英雄紀念碑。10月6日，第六稿設計方案送到中南海給國務院總理周恩來匯報，確定了使用柱廊而不是中式大屋頂的樣式。此後又經過全國範圍徵求意見，10月14日夜間由周恩來總理初步確定了設計方案。:28-36
北京市建委主任赵鹏飞作为甲方代表邀集了北京、上海、南京、武汉、天津等17个省市的三十多位顶级建筑师、艺术家、教授，同时有音响、灯光、电信等方面的专家作“十大建筑”的设计，还有天安门广场的规划，进行了“百花齐放，百家争鸣”的设计竞赛。北京市规划管理局负责所有国庆工程方案的审核和汇总工作。短短一个多月时间，在各方面提出的84个平面方案和189个立面方案的基础上，经过充分研究，集思广益，精选出北京市建筑设计院、清华大学建筑系、北京市规划管理局的三个专家组方案于1958年10月14日报送周恩来总理审查。在三套方案中，清华大学建筑系、北京市建筑设计院的方案规模较小，而北京市规划管理局设计的方案规模达17万平方米，气势磅礴，并且有中央大厅。最后于10月23日确定采用北京市规划管理局的方案，由该局技术室主任赵冬日、沈其设计。其特点是：一是规划局设计的大会堂全部采取了一般建筑的比例，而在尺度上大胆地放大了一倍，显得气势非凡；二是在大会堂的中心安排了宽敞的中央大厅，既可作为休息大厅使用，还能举行纪念活动。从选址到敲定设计图纸，仅用了50天时间。方案立面则沿用了前几轮方案中，获得肯定的西洋柱廊式结构。
1958年10月10日，基礎範圍內的民房拆遷基本完成。
1958年10月28日大會堂工程正式開工。北京市建筑设计院负责大会堂技术设计和施工图设计，此前参与了大会堂全部七轮设计的著名建筑师张镈被市建院任命为万人大会堂总建筑师。“边设计、边供料、边施工”。首先是大會堂基礎工程開工:40。全國20多支青年突擊隊幾萬人參加了工程，晝夜不停工。後來擔任全國政協主席的李瑞環为首的木工青年突击队、后来担任北京市副市长的张百发的“张百发钢筋工青年突击队”调到人民大会堂工地第四指挥部与一个青年突击队、两个钢筋工组、200个多面手、108名参加义务劳动的干部组成“张百发钢筋工连”，仅用9昼夜便绑扎完全国人大常委会办公楼工程的680吨基础钢筋，相当于张百发钢筋工青年突击队1957年全年工作量的1.5倍，赶上了整个人民大会堂的施工进度。“那时候参加会战的工人们根本没有周末和节假日，回家的次数屈指可数，除夕就回家吃了顿团圆饭又回到工作岗位。饿了随时可以去大食堂吃饭，24小时有饭吃；累了就躺在工地上睡会儿，醒了再干。”
大會堂西南部分基礎施工时，发现大量鹅卵石，被鉴定为金代運糧河故道:37-38。由于面积太大，工期又太紧，大会堂根本没有地坪下的深地下室，只做了井字形的刚性基础钢筋混凝土墙作为防沉降设施来支撑整个结构。 
作為一個邊設計邊施工的工程，開工後全國專家仍然在就建築外觀等問題進行討論。工程开工不久，梁思成、王华彬等建筑大师都提出意见，有的还很尖锐，如“柱子太多影响室内采光”、“小孩儿放大”、中選方案形式的古典主義“西而古的风格不适合大会堂”等意见。梁思成对大会堂"放大一倍"的设计思路提出质疑：“把一个孩子按原比例放大，就是个大人了？”北京工业设计院总建筑师王华彬教授认为中央大厅“大而无当”，“从东大门走到大礼堂一共要经过五道门，有多少亮光都被挡在外面了，中央大厅竟然有180根柱子，既无用又挡光。光线不足就要依靠人工采光，又是一笔浪费。”为此，1958年11月初，周恩来总理在御河桥交际处召集专家们开会，在会上解答了专家的质疑，舉了画菩萨、佛教建筑塔的样式，自印度傳入中國後中國化，成為中國建築的例子，指出應該秉持國際主義精神，“古今中外，一切精華，兼容並蓄，皆為我用”:158-159。总建筑师张镈从纯建筑学的角度解释说，大会堂的庞大体型是由天安门广场的超大面积决定的，因为从来没有在如此巨大的空间中安排建筑的先例，大会堂的“放大一倍”也只是种大胆的尝试；在特大空间运用“正常尺度”的建筑物是有失败先例的――伪满洲国首都“新京”曾经在长春郊外建了伪满国务院大楼（今吉林大学白求恩医学部基础楼），一个又深又宽的广场（今长春市文化广场），却在两厢排列了一串普通大小的西洋古典柱式石建筑，不但衬得广场空旷荒芜，更显得房子“小鼻子小眼”十分寒酸，“其实每栋建筑单看都不错，放在广场上整体考量就显得很难看了”。 
1959年9月9日凌晨，中國共產黨中央委員會主席毛澤東到工地視察。視察時，北京市副市長萬里提出萬人大會堂尚未正式命名。經過一番議論，毛澤東最終敲定名稱為“人民大會堂”:80-81。9月10日，人民大會堂正式竣工交付使用:81-82。1959年9月9日，大会堂全部竣工交付使用，梅兰芳在万人大礼堂演出《贵妃醉酒》，慰问建设大军。1959年9月29日，国庆十周年宴会在五千人宴会厅举行。
文化大革命期间，由于受到“破四旧”等极左思潮影响，人民大会堂部分厅室遭到严重破坏，有的厅室除留下一架屏风外，四壁空空如也。国画家潘天寿、吴作人的作品被从墙上摘下，弃置仓库十年。部分家具被私人占用。布置在台湾厅内的用台湾草编织的沙发也被江青占为己有。青海厅大型挂壁国画《祁连新貌》被“四人帮”成员之一搬到清华大学装饰他的“接见厅”，直至1979年上半年才找回。北京画家俞致贞创作的大型屏风重彩工笔画《荷花》文革后被重新发现时，已经变成了一幅大语录牌。
1959年人民大会堂建成后，每周都设有一两天的开放日，对公众开放。文化大革命爆发后，人民大会堂被封闭起来，仅用于举行大型会议及中央领导人办公、接见活动，不再对外开放。文化大革命结束后，人民大会堂对外开放的问题被重新提起，一些中央领导“几次会上会下都提起过。”1978年，中共十一届三中全会上，人民大会堂封闭的做法再次遭到部分老同志批评。1979年1月27日晚，中断了15年的首都群众春节联欢会在人民大会堂举行，中共中央政治局委员邓颖超代表中共中央宣布：“人民大会堂将向各界群众开放。”1979年7月15日起，人民大会堂重新对公众开放。此后人民大会堂通过收取参观门票，以及在人民大会堂内开设小卖部等的收入，减轻了经费压力。随后人民大会堂加快商业化，对外陆续开放了国宴服务、场地租赁服务等，到1980年代末在行政经费上已达到自收自支。1986年7月4日，男高音歌唱家帕瓦罗蒂在人民大会堂举办个人音乐会，成为首位在人民大会堂演出的外国人。第二季和第三季《中國達人秀》也在人民大會堂舉辦。
2007年12月19日，經北京市人民政府批准，北京市規劃委員會、北京市文物局將人民大會堂建築列入《北京優秀近現代建築保護名錄（第一批）》。
2024年7月27日，包括人民大会堂在內的天安门广场建筑群作为「北京中轴线——中国理想都城秩序的杰作」的组成部分，入選世界遗产。

## 建筑

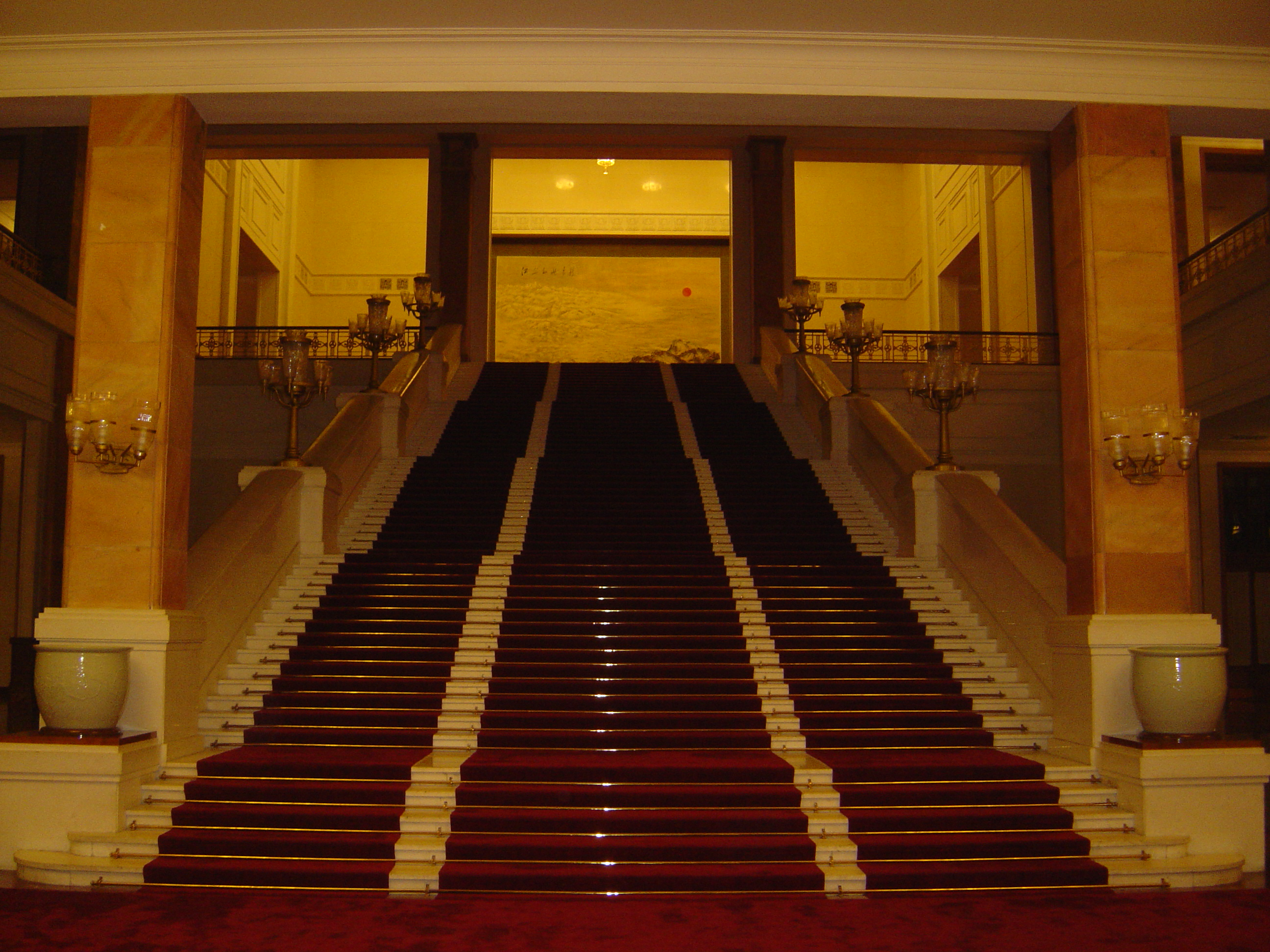
人民大會堂主樓梯

人民大會堂坐西朝東，位於天安門西南，與國家博物館正對。人民大會堂東西寬206米，南北長336米，高46.5米，地上四層，地下一層，佔地面積15萬平方米，建築面積17.18萬平方米。外觀為新古典主義與蘇維埃風格的結合，並使用了中國風格的裝飾。建築平面呈「山」字形，外部是淺黃色花崗岩牆面，上有黃綠相間的琉璃瓦屋簷，下有5米高的花崗岩基座，四周共有134根圓形廊柱。總建築面積比北京故宮的全部建築面積還大，是全世界最大的會堂式建築。

### 功能布局

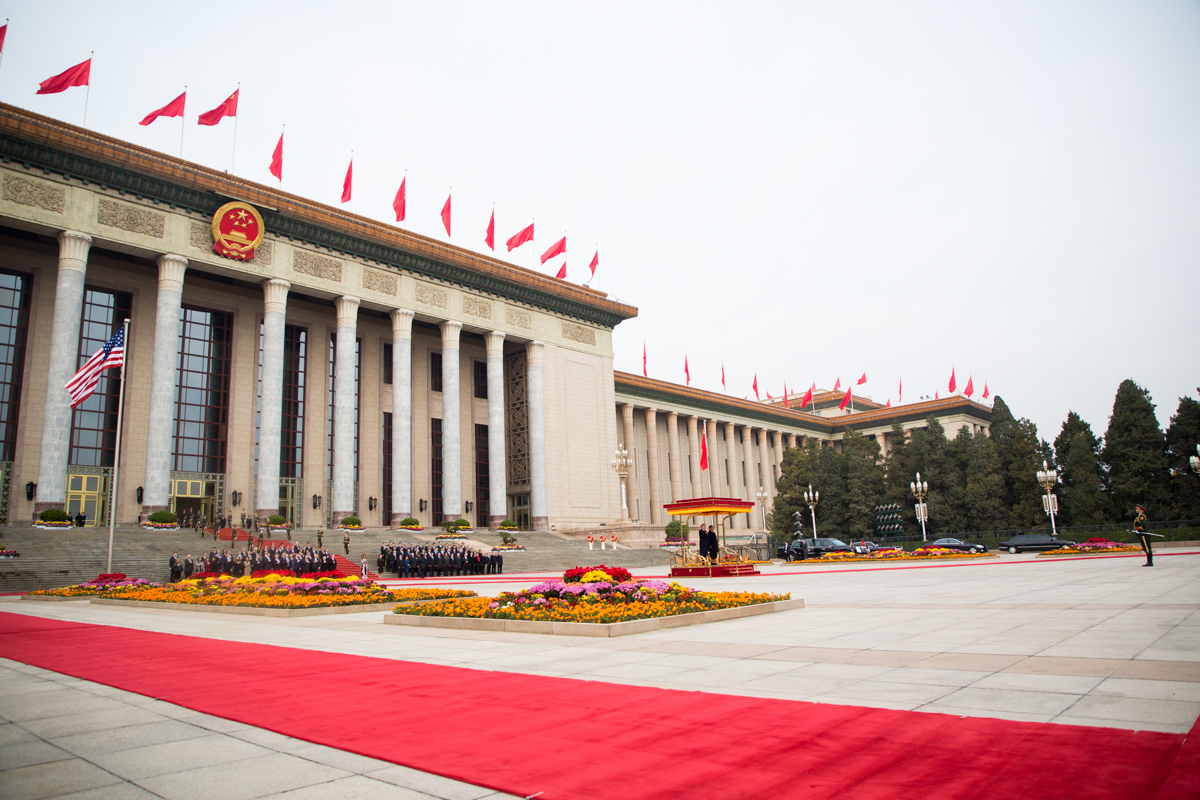
人民大会堂东门外广场是中国政府为来访外国元首举行欢迎仪式的室外场地

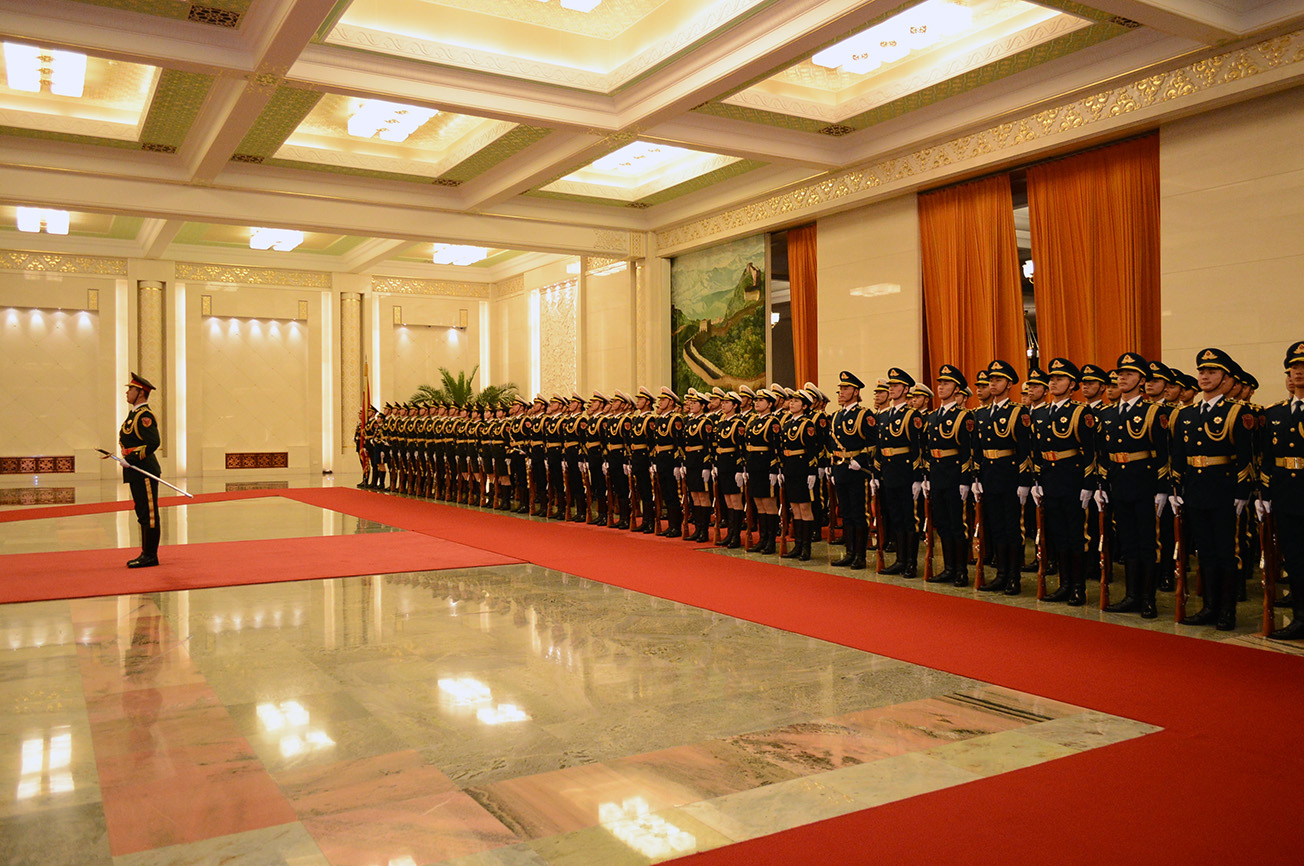
人民大会堂北大厅是中国政府为来访外国元首举行欢迎仪式的室内场地

人民大會堂自北向南分為三段。一段主要功能為宴會廳；二段東部為中央大廳，西部為萬人禮堂；三段則為全國人大常委會會議和辦公區。一段一層為交誼廳，二、三層為兩層高的宴會廳。二段全部高四層，其中東部一層和三層各設一個中央大廳，二層和四層為大廳上空和環形走廊；而西部為萬人禮堂，佔據四層高度。三段呈四方的環形，中間沒有建築，四周為辦公和小會議廳；2009年在環中部偏南進行了增建。由於工期緊張，人民大會堂只設置了台基下的地下室。

### 宴会厅
宴会厅位于人民大会堂的北墙。从北门进入，经风门厅、过厅到交谊大厅。交谊大厅面积为4,500平方米，大理石铺地，四周的明柱和壁柱用桃红色大理石镶砌。
風門廳俗稱北大廳，是中國政府為邦交國元首訪問舉行歡迎儀式的室內場地；東側有國賓會談廳，西側有國賓宴會廳，分別是黨和國家領導人與來賓舉行會談和歡迎宴會的地方。南端有八米寬、62級的漢白玉階梯通往二層宴會廳；大樓梯頂端有迎賓廳，是黨政領導人在宴會前歡迎貴賓及賓主合影留念之處。迎賓廳置有人民大會堂內最大的一幅國畫《江山如此多嬌》，畫心高5.65米，寬9米，由著名畫家傅抱石和關山月以毛澤東《沁園春·雪》詞意為題材創作，畫題為毛澤東所書。廳內舖有人民大會堂最大的一塊地毯，寬16米，長23米，重三噸多。
宴會廳位於二樓，東西長102米，南北寬76米，高15米，面積7,000多平方米，可以舉辦五千人的宴會或一萬人的酒會。廳內東、西、北環繞寬敞的二層休息廊，奶黃色的牆壁和巨大的圓形廊柱裝飾著瀝粉貼金花飾，南面有供講話和文藝演出用的主席台。宴會廳頂天花中央鑲嵌著由水晶玻璃組成的吸頂大花燈，周圍是具有中國民族特色的點金石膏雕塑和棋盤式的彩色藻井。整個大廳金碧輝煌，是舉行盛大國宴和國慶招待會的地方。中共中央全会闭幕会也在这里举行。

### 118廳
人民大會堂的118廳因為距離大會堂西南門和萬人禮堂的主席台比較近，成為當年中國共產黨主席毛澤東最常使用的廳室，常年在此辦公和接見外賓，也是人民大會堂中唯一以原始號碼命名的廳室。118廳布置簡單，沒有奢侈家具：大廳掛4幅畫，擺1組沙發，臥室裡放1張床，室內有張不大的辦公桌和椅子。為保證毛澤東出席大會不發生任何意外，時任國務院總理周恩來在徵得毛澤東的同意後親自布置，將118廳作為毛澤東的臨時住地，安排醫護人員在該廳室之地下室設立可應急的供氧中心，還在118廳至大會堂主席台之間，搭設供氧管路。

### 三楼中央大厅（金色大厅）

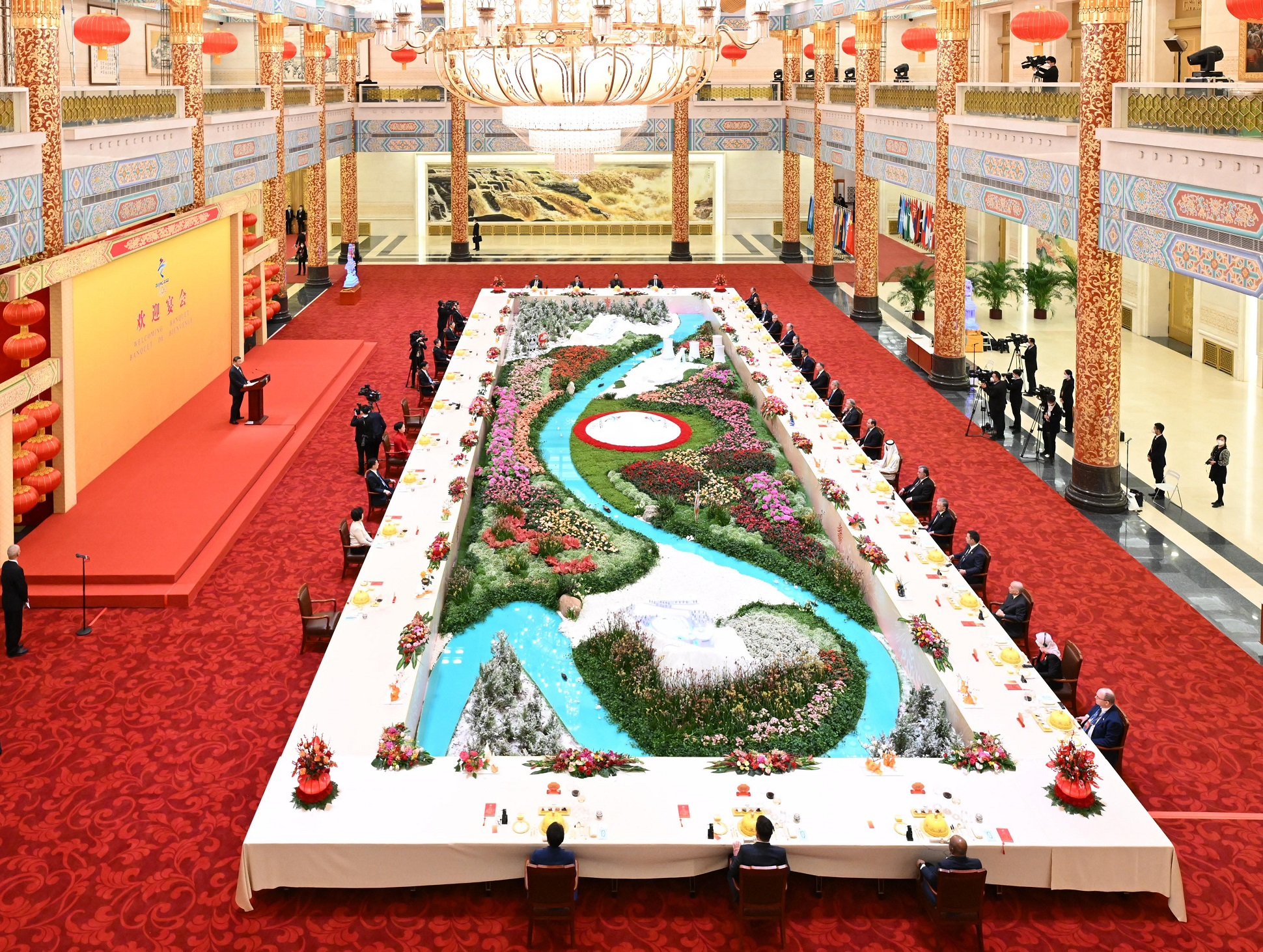
2022年2月5日中午，中国最高领导人习近平在人民大会堂金色大厅为来华出席2022年北京冬奥会开幕式的国际贵宾举办的欢迎宴会，可见国画《黄河，母亲河》

金色大廳的正式名稱是“三樓中央大廳”，是中華人民共和國黨和國家領導人接見外國政要及各國駐華使節遞交國書的場所，也是領導人舉行新聞發布會的場所。 

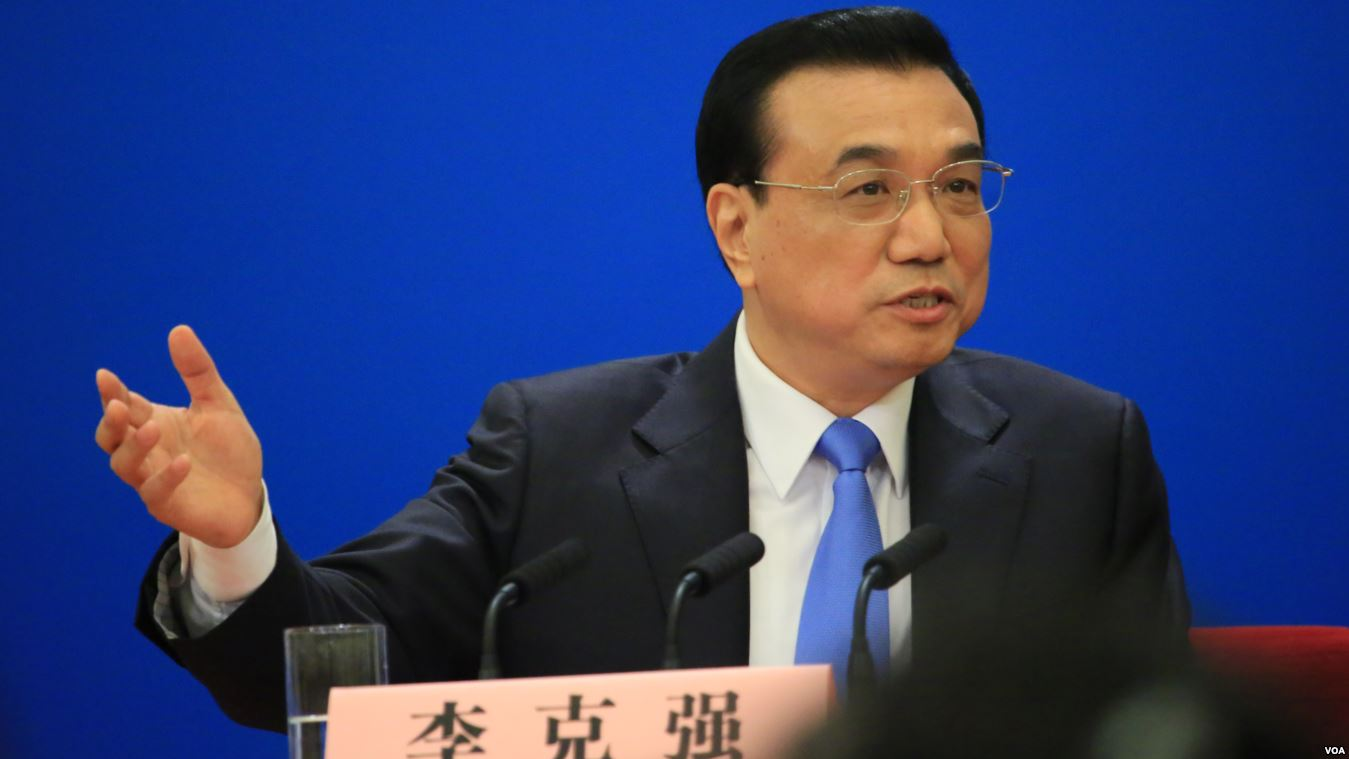
2015年3月，国务院总理李克强出席总理中外记者会

1993年3月31日下午，國務院總理李鵬和副總理朱鎔基、鄒家華、錢其琛在三樓中央大廳舉行記者招待會，自此，全國“兩會”期間國務院總理記者會形成常態化、制度化。每年“兩會”時，總理記者招待會通常在三樓中央大廳舉行。總理記者會的制度持續至李強總理任期內的2024年才結束。
2010年全國“兩會”期間，因報名參訪的記者很多，全國政協新聞發布會也首次由人民大會堂新聞發布廳移至三樓中央大廳舉行。
由於總理記者招待會在此舉行，記者們見該大廳雕樑畫棟，富有皇家氣象，便稱之為“金色大廳”。隨著“金色大廳”一名的傳開，後來媒體在報導時均稱其為“金色大廳”。
該大廳始建於1959年，是位於人民大會堂三層的中央大廳，也是大禮堂和小禮堂的前廳，原設計為休息廳，最初由常沙娜設計，風格淡雅細緻。2000年，該大廳曾進行了簡單裝修。2009年，該大廳開始全面裝修改造，清華大學建築系教授王煒鈺負責該工程。王煒鈺曾經承擔過毛主席紀念堂、中國革命歷史博物館、全國人大常委會會議大廳、人民大會堂香港廳、澳門廳的設計裝修任務。2010年3月1日，裝修一新的金色大廳作為人大新聞發布廳使用。
該大廳南北長，東西窄，正門開在東側正中間。整個大廳在2009年裝修前由20根白色大理石柱構成，裝修之後，白色大理石柱變為雕有金色祥雲圖案。2009年裝修改造前，該大廳陳列有1幅油畫、5幅國畫。2010年裝修改造完工後，該大廳陳設的藝術作品有很大變化。
- 屏風：2009年裝修改造前，正門進門處擺放有一個屏風《唐人擊鞠圖》。2010年改為“牡丹屏風”。[14]
- 主畫：位於西牆上。2009年裝修改造前，懸掛劉宇一創作的油畫《偉業千秋》，描繪了毛澤東、周恩來等老一輩黨和國家領導人率群眾進入人民大會堂。2010年改為陳奕純創作的大型壁畫《國色天香》。[17][18]
- 西牆北側：2010年新掛國畫《鶴陣飛翔》。[14]
- 西牆南側：2010年新掛國畫《孔雀》。[14]
- 南牆：2009年裝修改造前，大廳南牆上懸掛三幅國畫，分別繪有迎客松、漓江山水、梅花圖。2010年改安有長18米、高3.72米的蕪湖鐵畫《中華頌》，由張志和（國家行政學院教授、中國書法家協會理事）用兩個月創作，為楷書大字，由蕪湖的鐵藝大師儲金霞率弟子鍛造為鐵畫。[14]2013年，該大廳南北兩側改換藝術作品，原來南牆上的《中華頌》被替換為國畫《黃河，母親河》，長18米，高3.72米，由王西京（陝西美術家協會主席）於2013年8月底創作完成，9月初運至北京，陳列在金色大廳，2013年10月19日在人民大會堂陝西廳召開了“王西京為人民大會堂創作巨幅作品《黃河，母親河》捐贈儀式暨座談會”。[19][20]
- 北牆：2009年裝修改造前，大廳北牆上為兩幅潑墨國畫《天馬歡歌圖》、《唐人辭意圖》，均為長18米、高3米。2010年改安有鐘開天創作的大型壁畫《壯麗中華》，長18米，寬3.72米。[14]2013年，北牆上改掛國畫《長江万裡圖》，由袁運甫、袁加創作於2013年。[19][20]
- 後面：大廳後面2010年新掛兩幅國畫作品。一幅是盧志學2009年創作的國畫《山高水長》，長6米，寬3.5米。另一幅是反映天山天池的作品。[14]

### 国家接待厅
人民大會堂南端主要部分是全國人大機關辦公場所，一樓設有國家接待廳，是黨和國家領導人接待貴賓和中國國家元首接受外國新任駐華使節呈遞國書之處，面積為550平方米。設計富有民族傳統風格。頂部造型是瀝粉貼金棋盤式藻井，懸掛四盞宮燈式水晶吊燈。四周牆壁飾織錦軟包，主牆面上是像徵悠久中華文明的巨幅國畫《大河上下·浩浩長春》。

## 图集

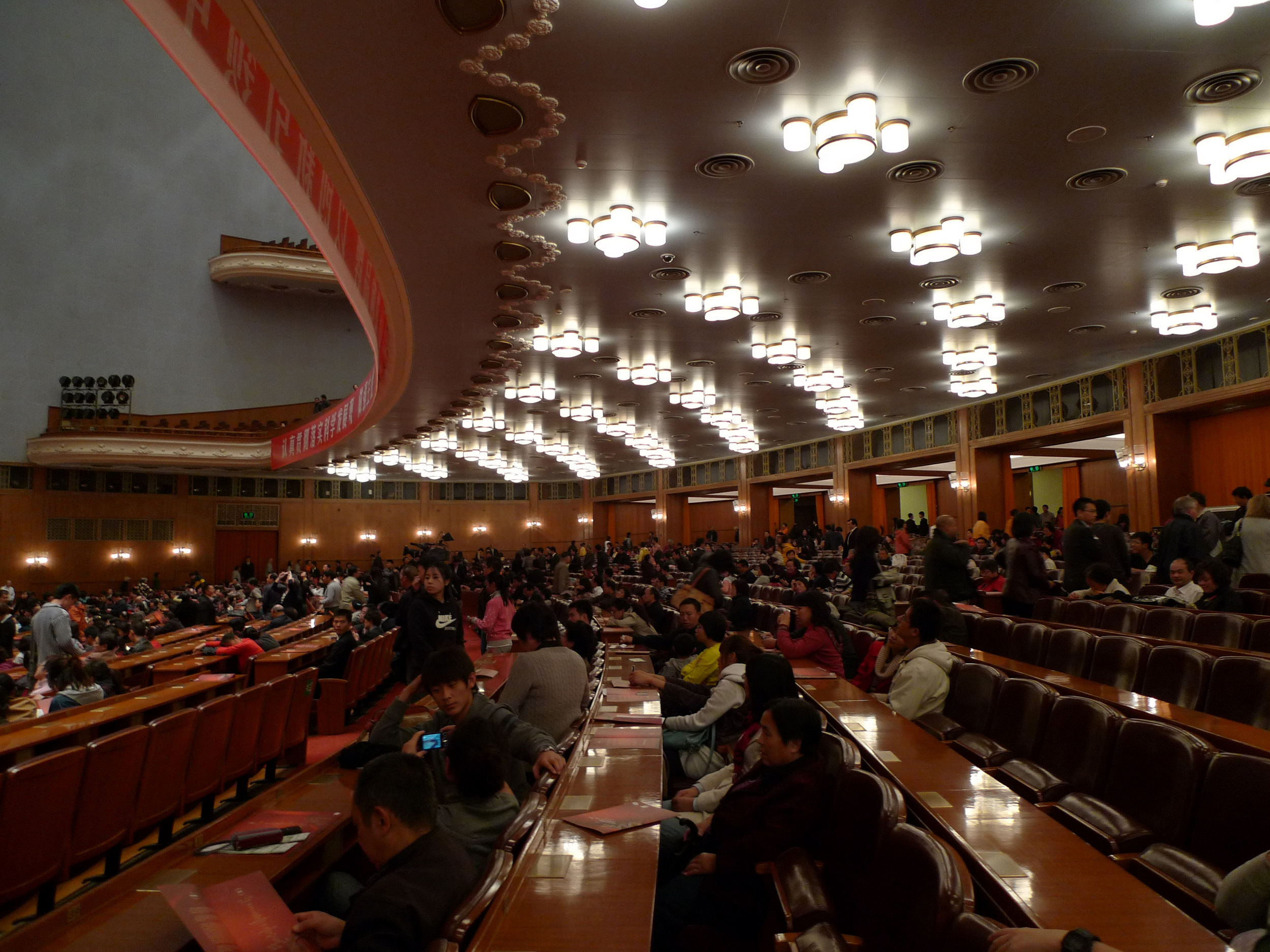
礼堂
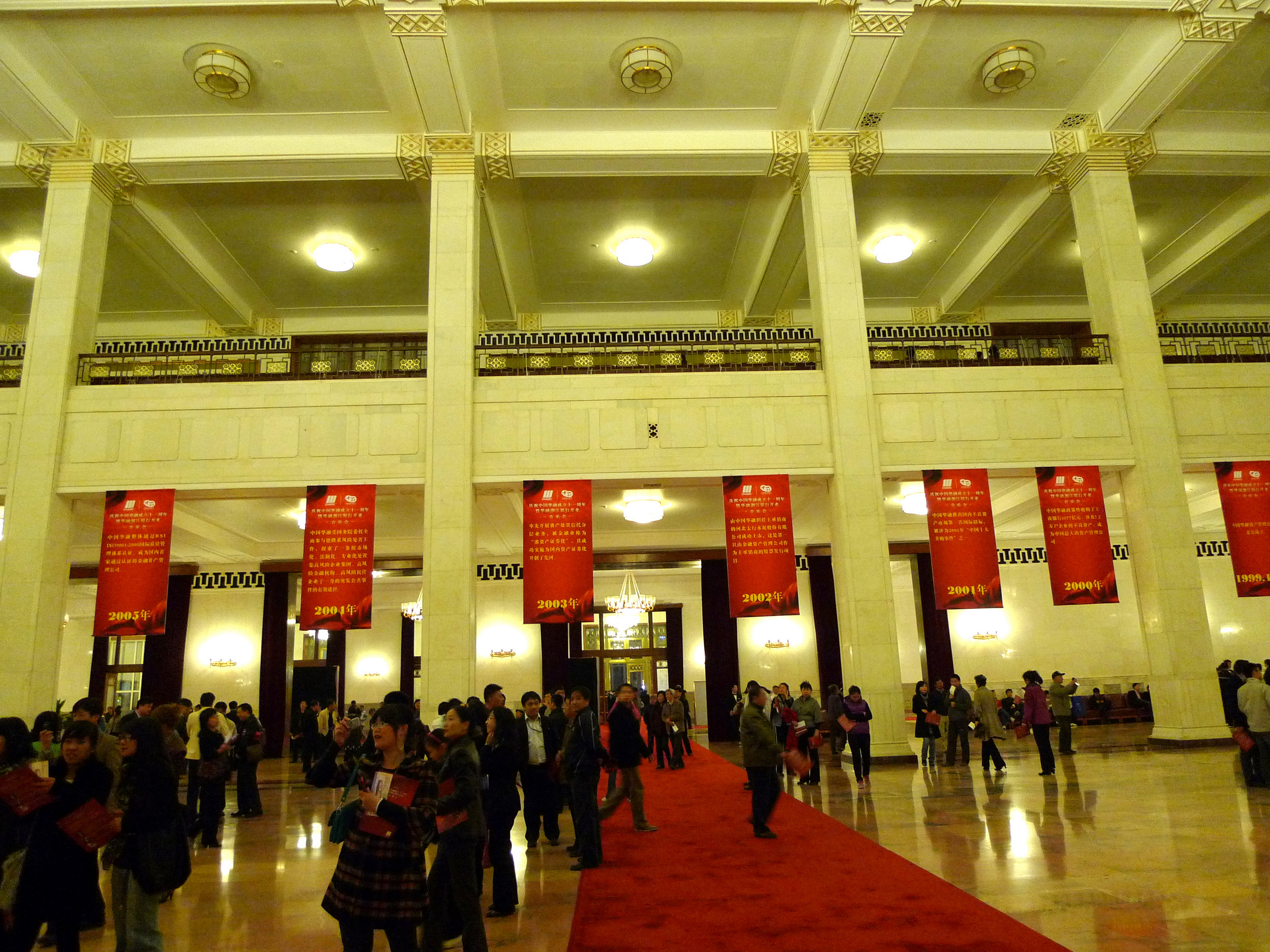
大堂
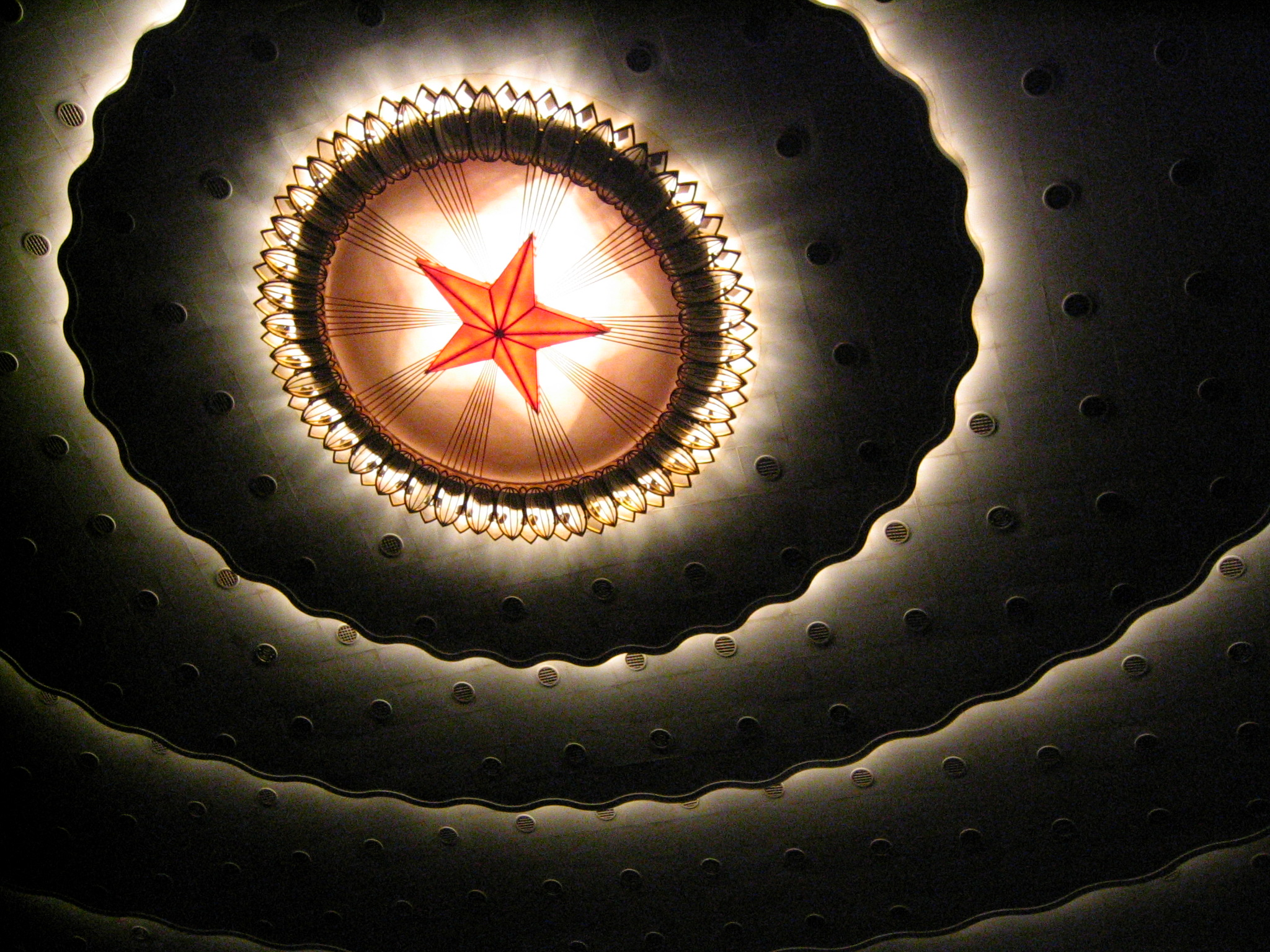
礼堂天花板
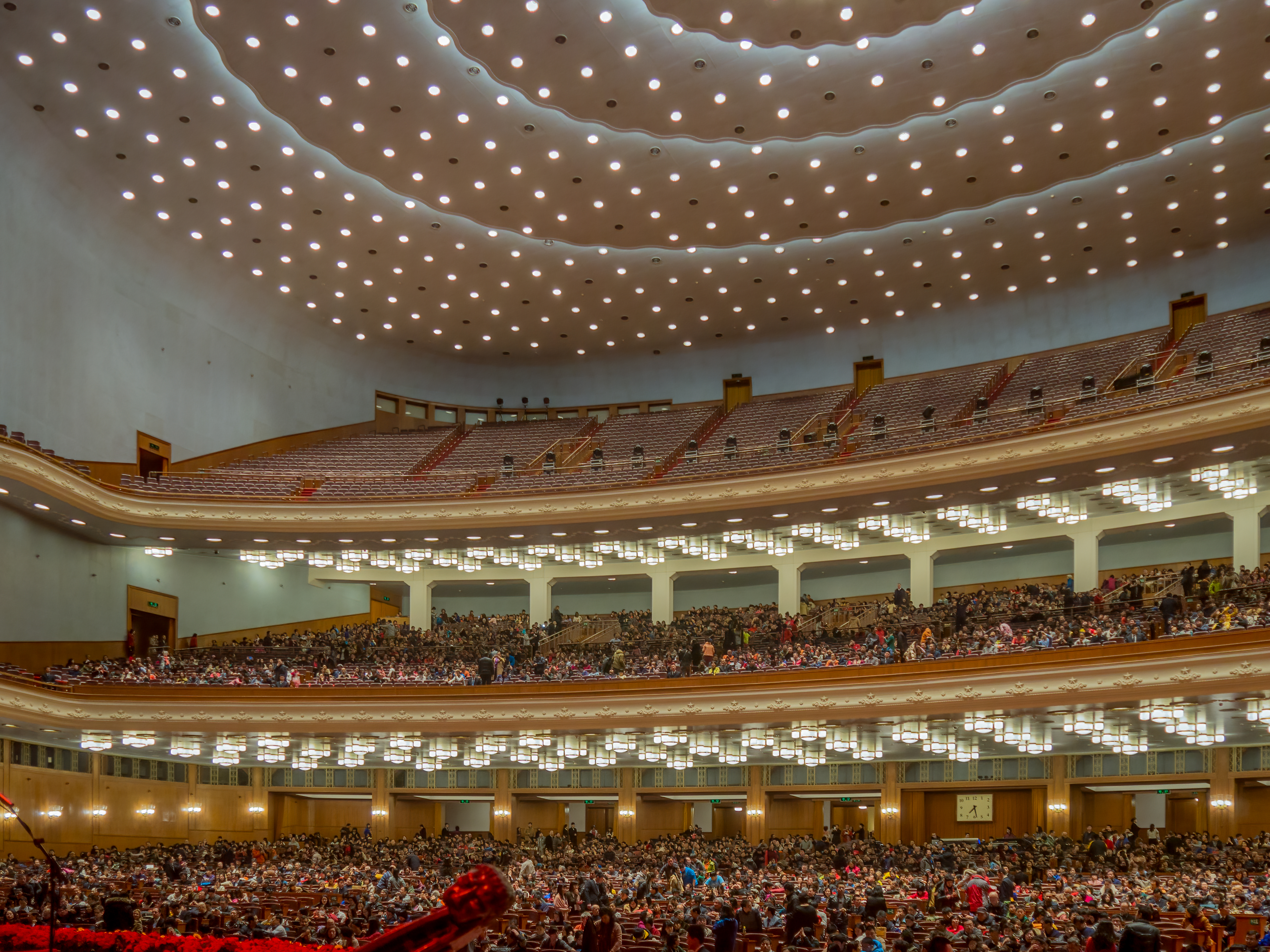
礼堂内一景
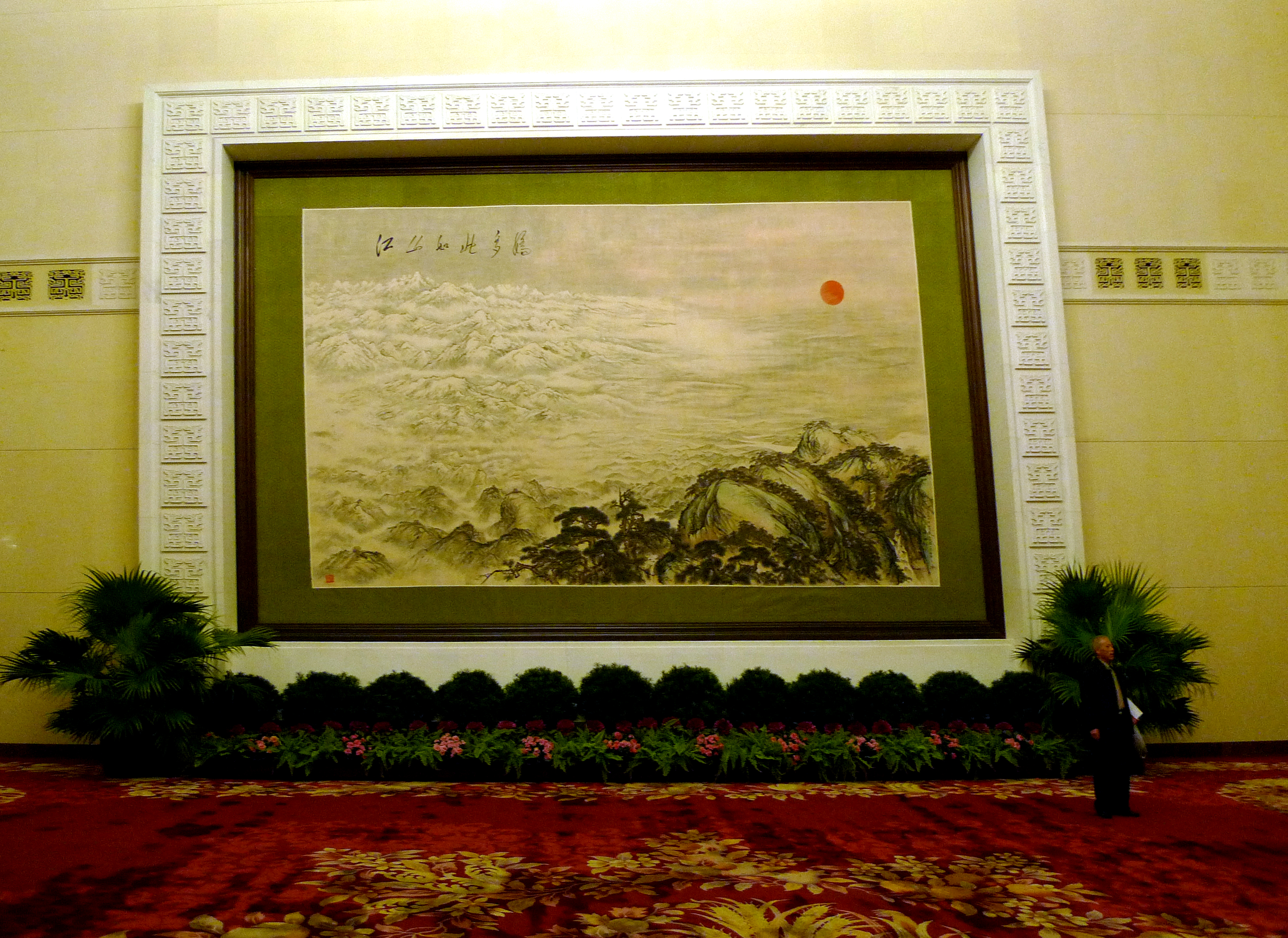
人民大会堂宴会厅
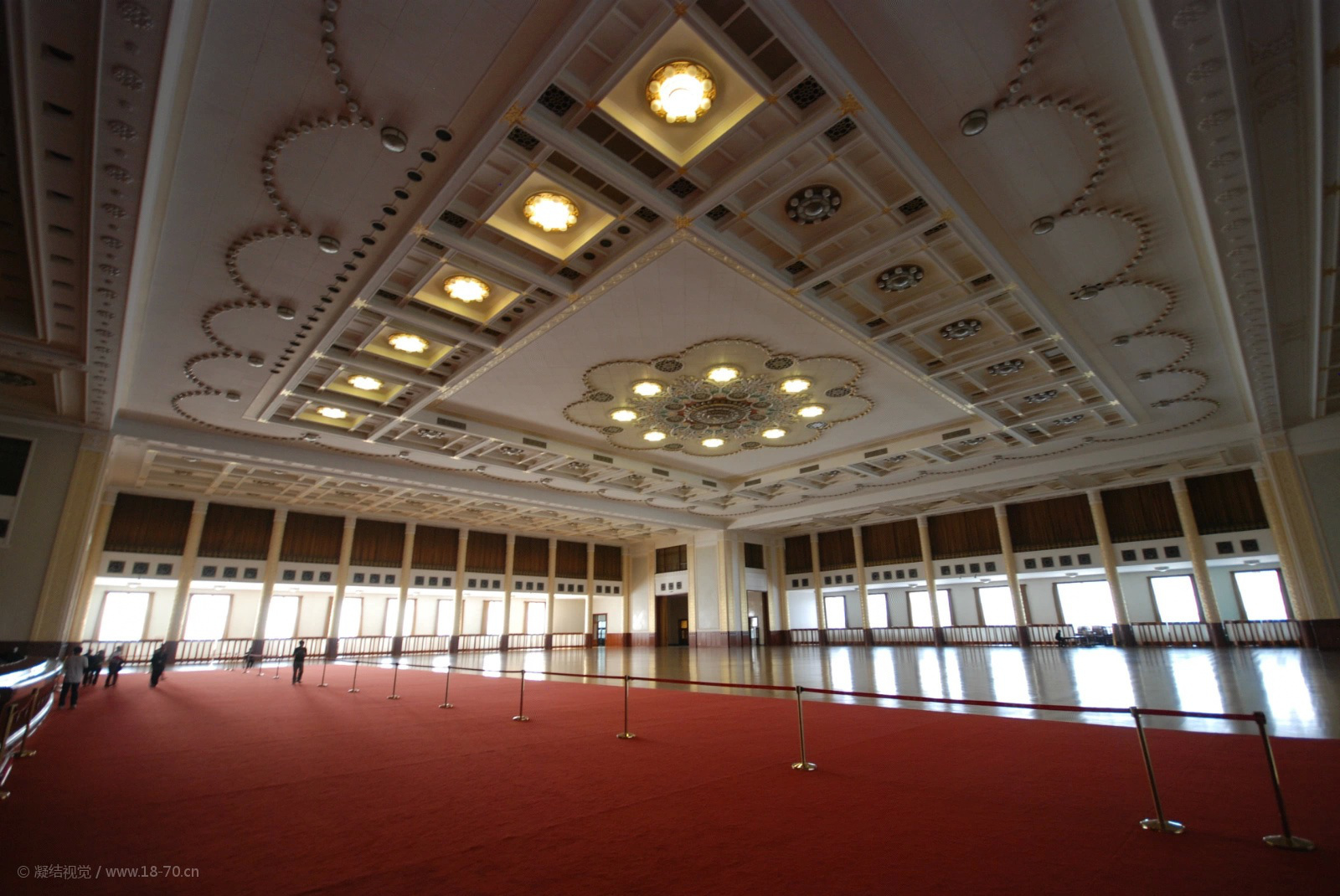
人民大会堂宴会厅
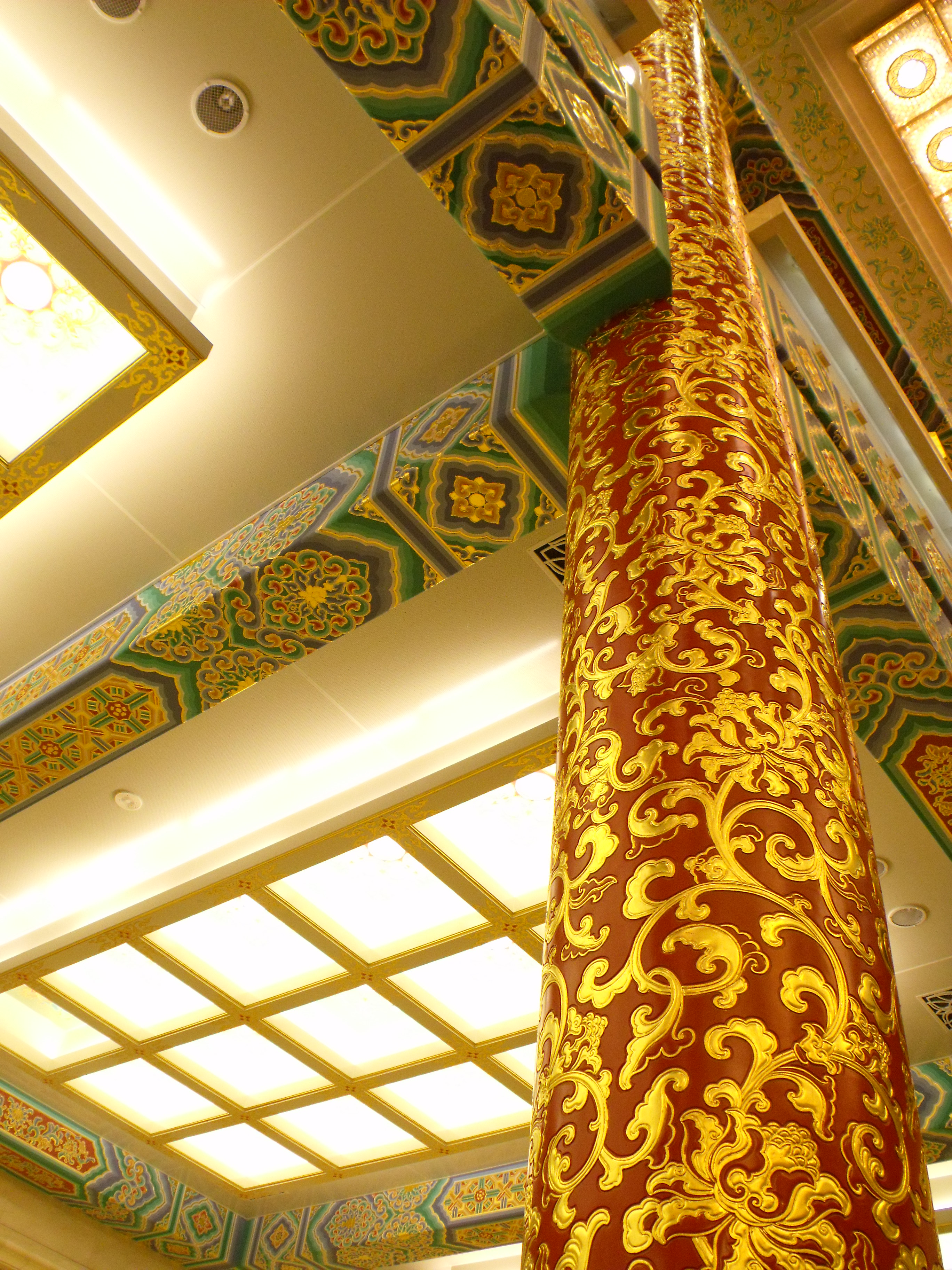
人民大会堂国家接待厅
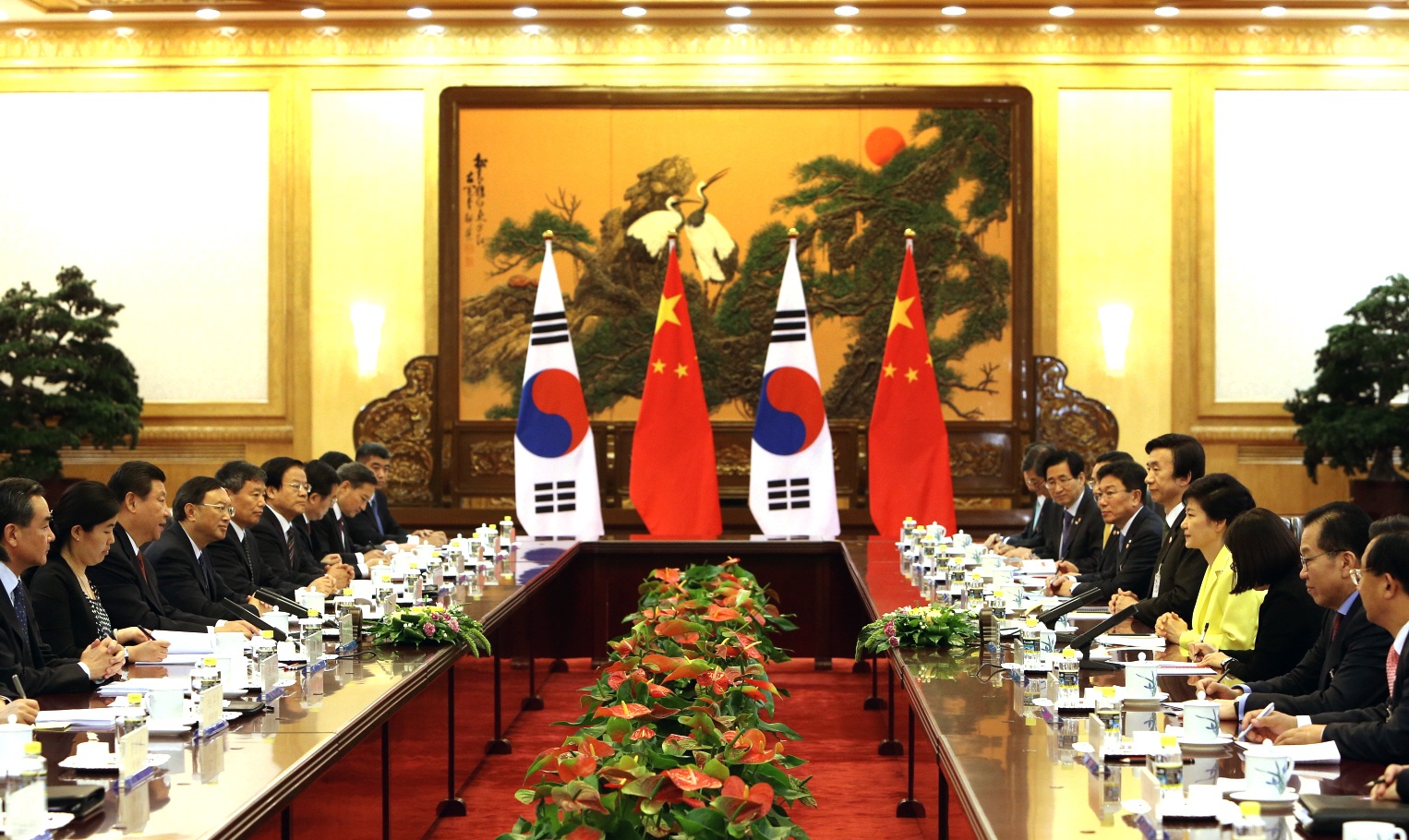
人民大会堂東大厅
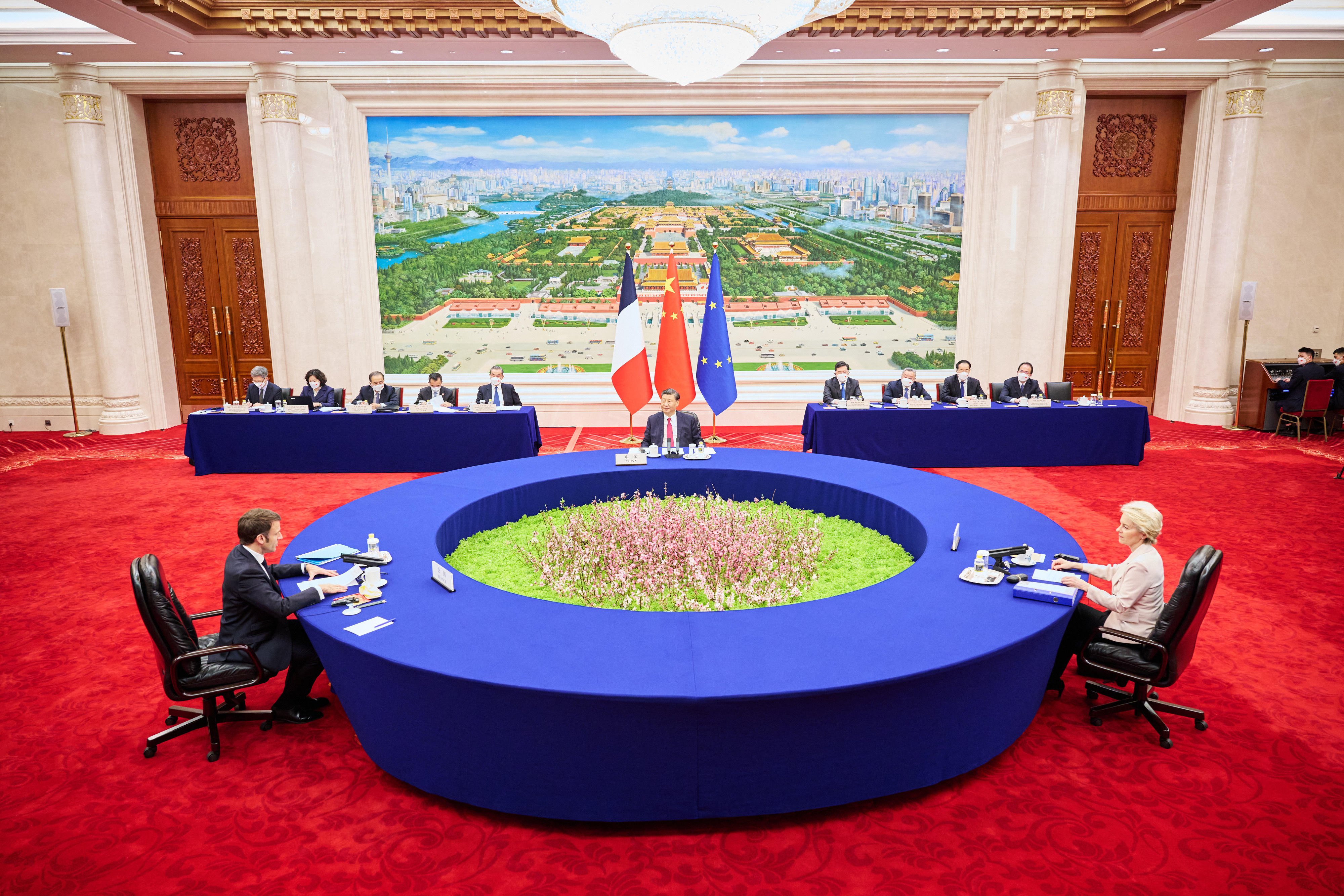
人民大会堂北京厅
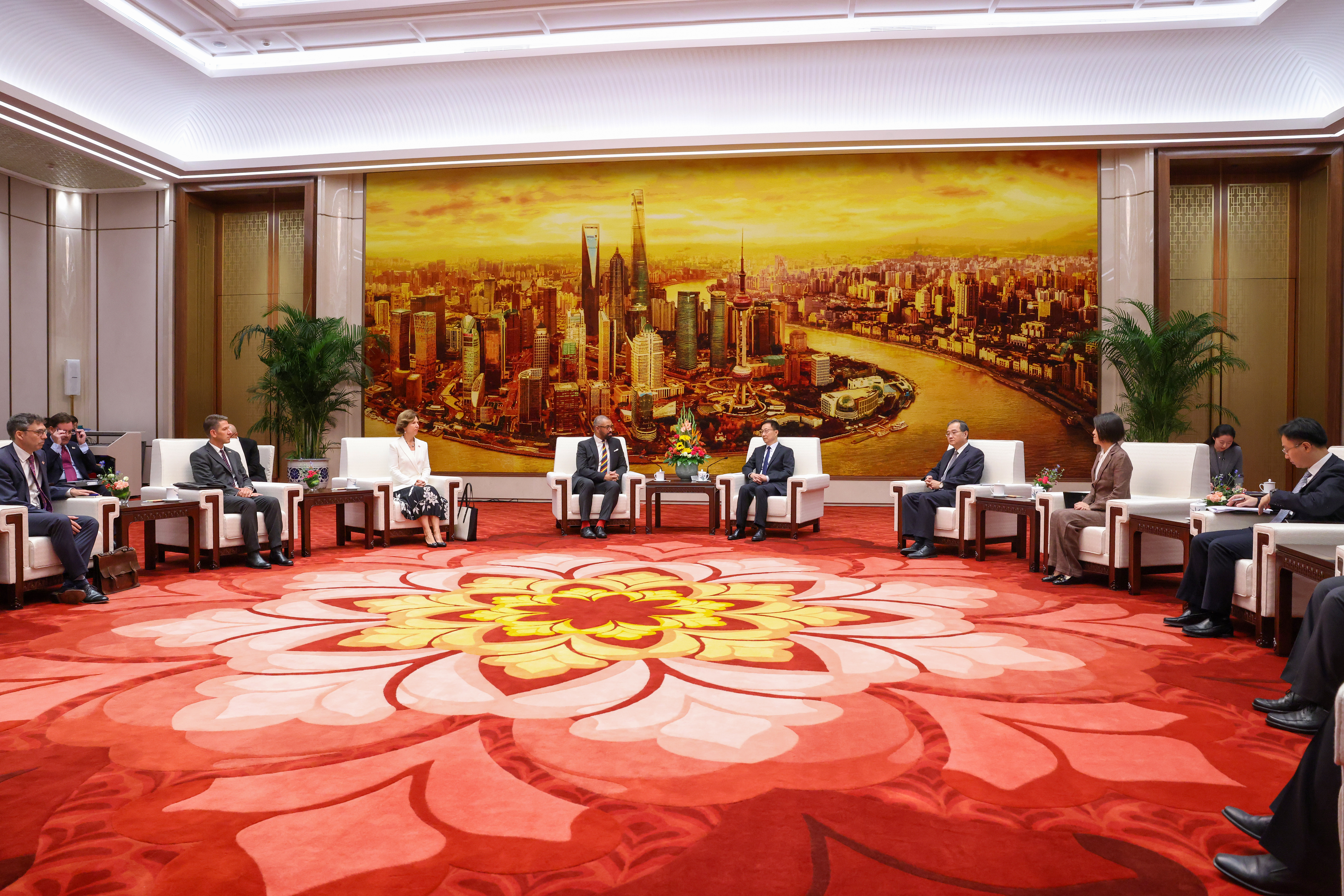
人民大会堂上海厅，背景为包炎辉等人所作绒绣《浦江朝晖》
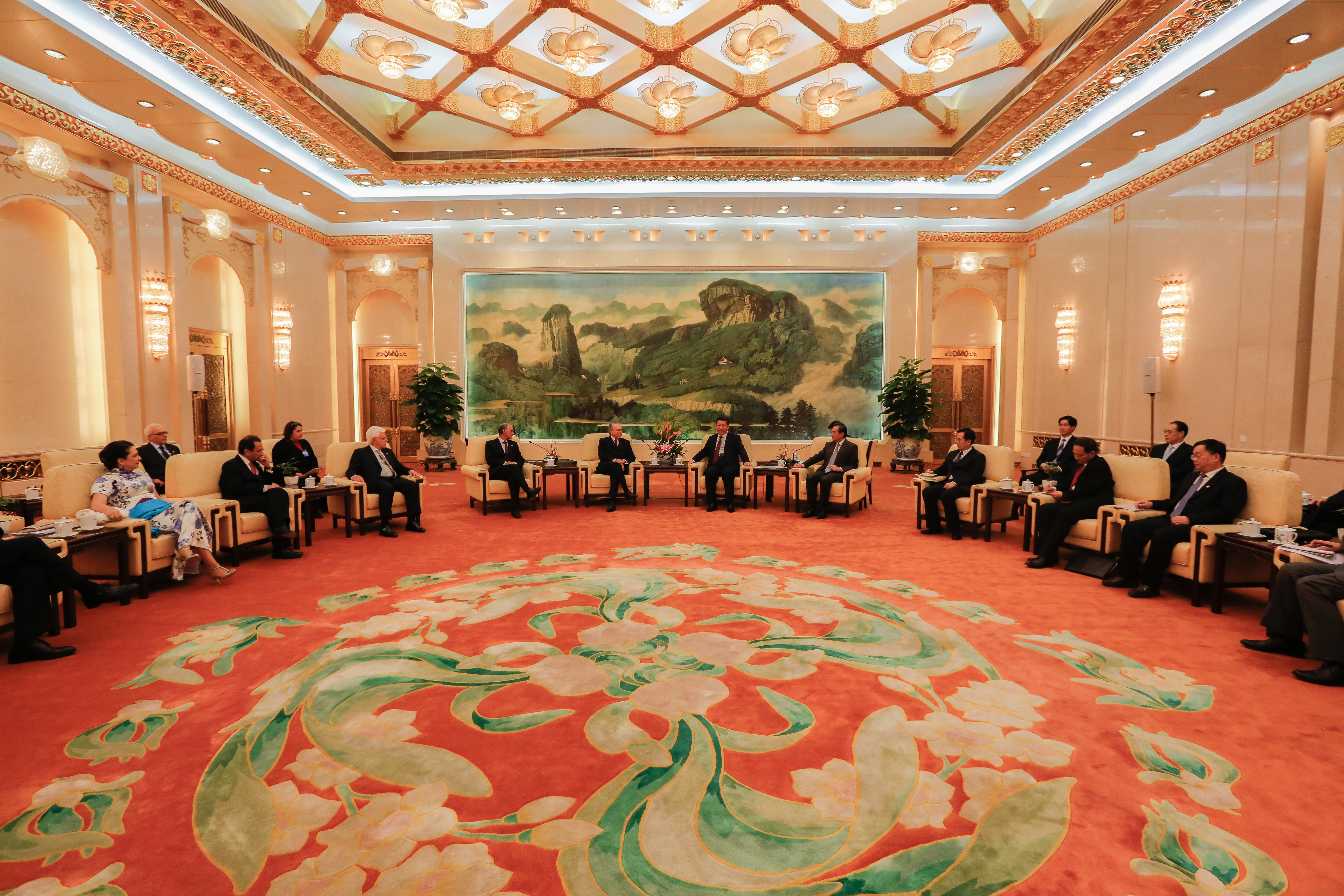
人民大会堂福建厅，壁画为吴景希、陈文灿等人所作《武夷之春》
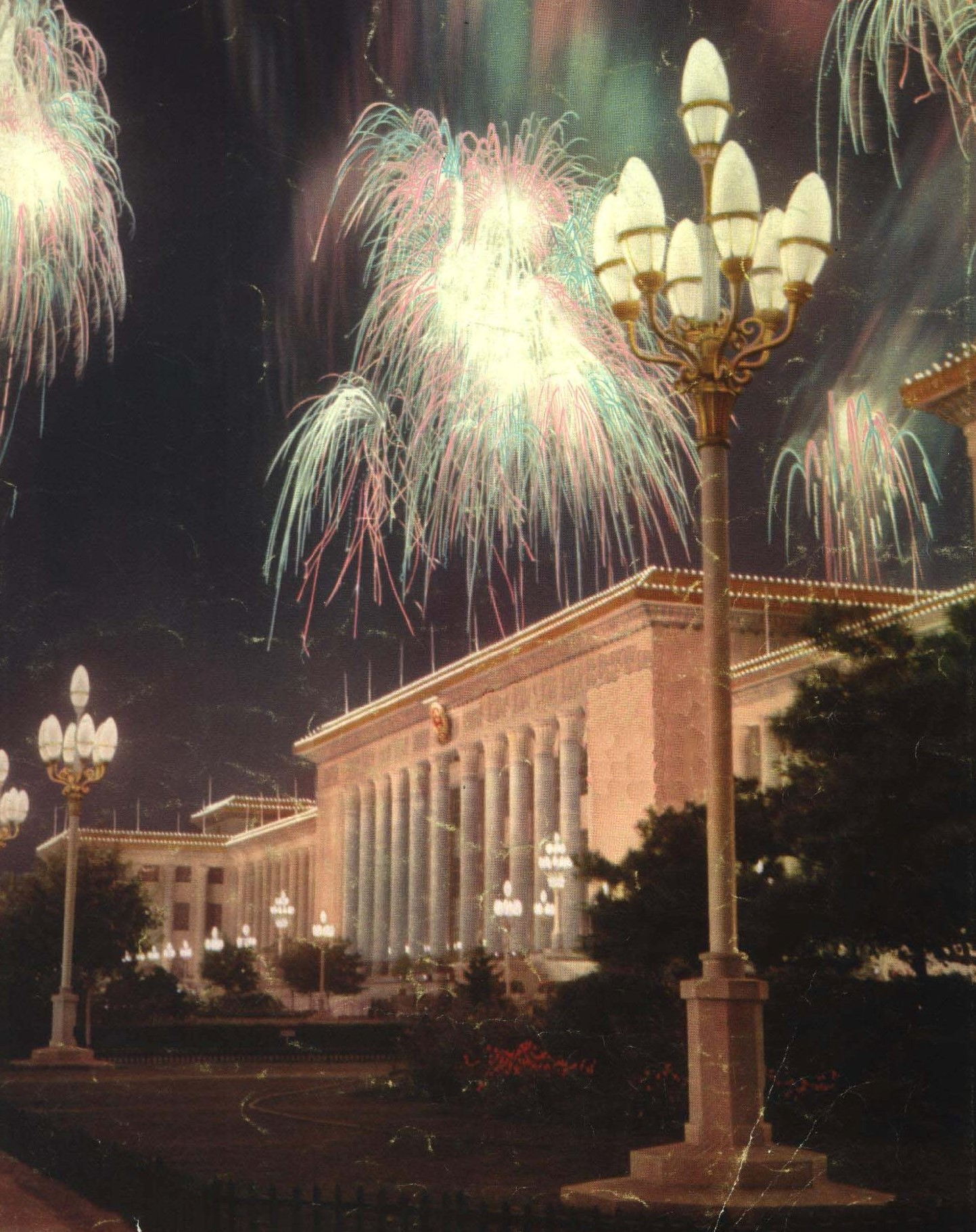
1964年节日中的人民大会堂
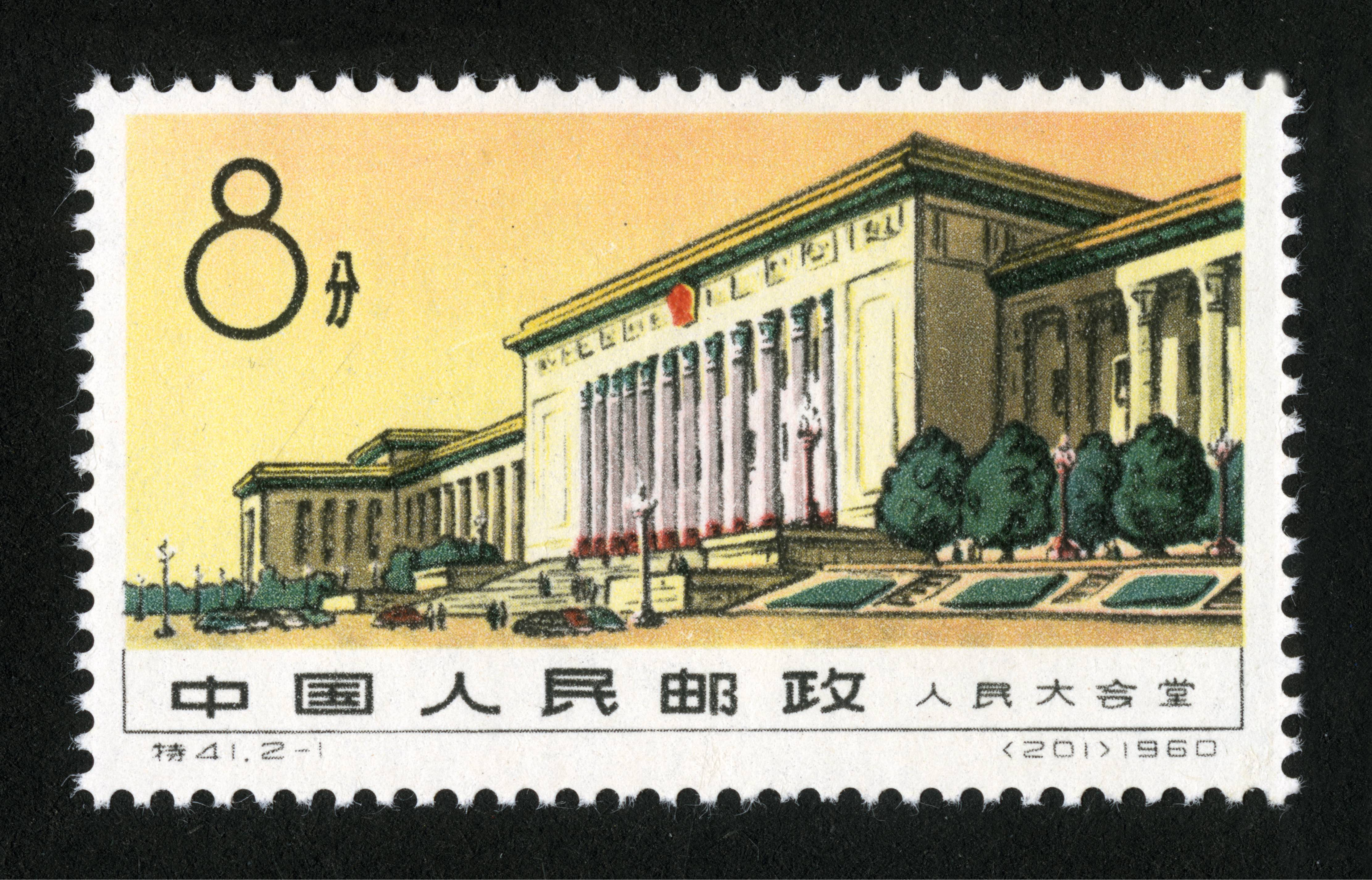
特种邮票：人民大会堂前景
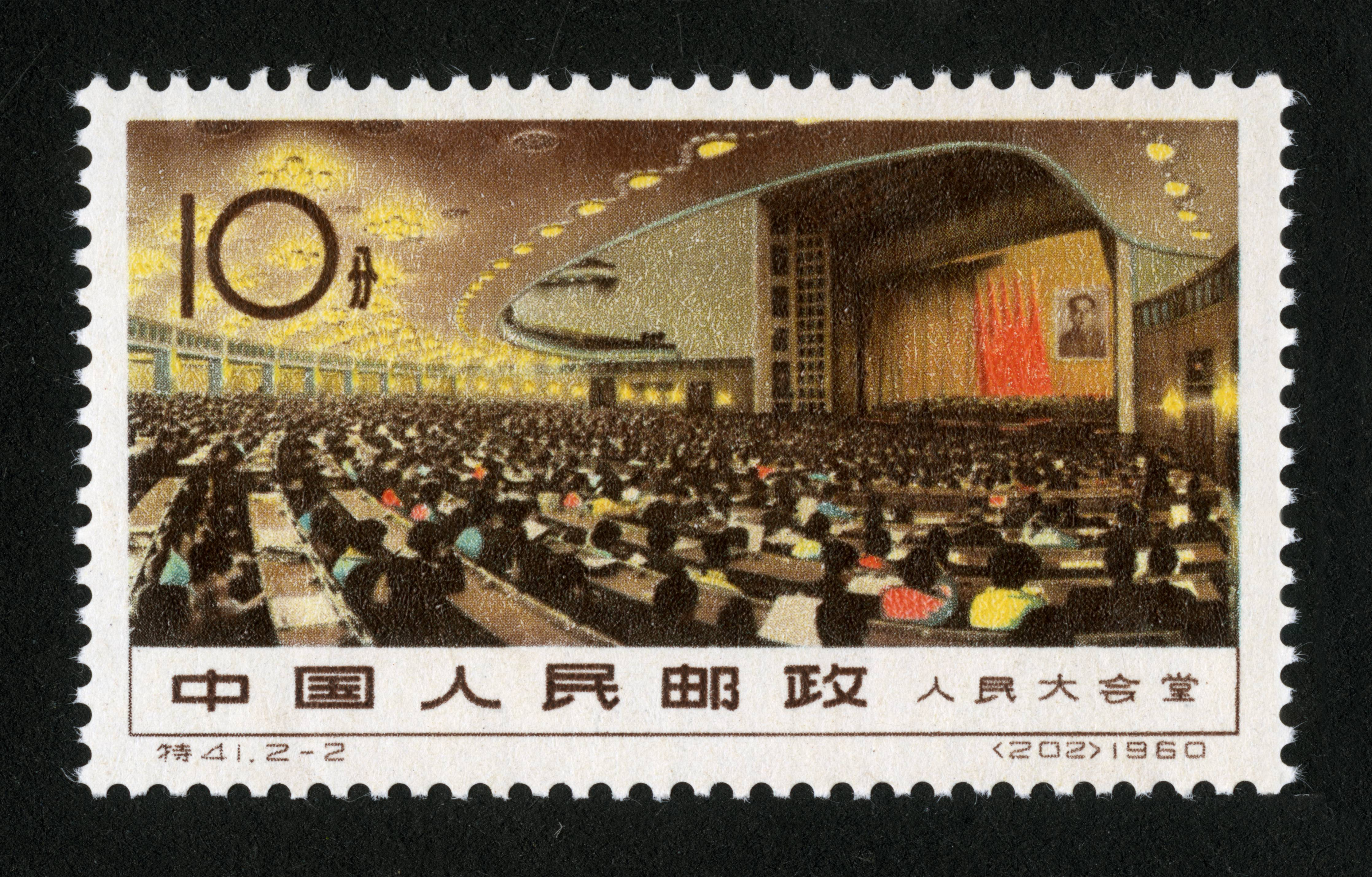
特种邮票：大礼堂
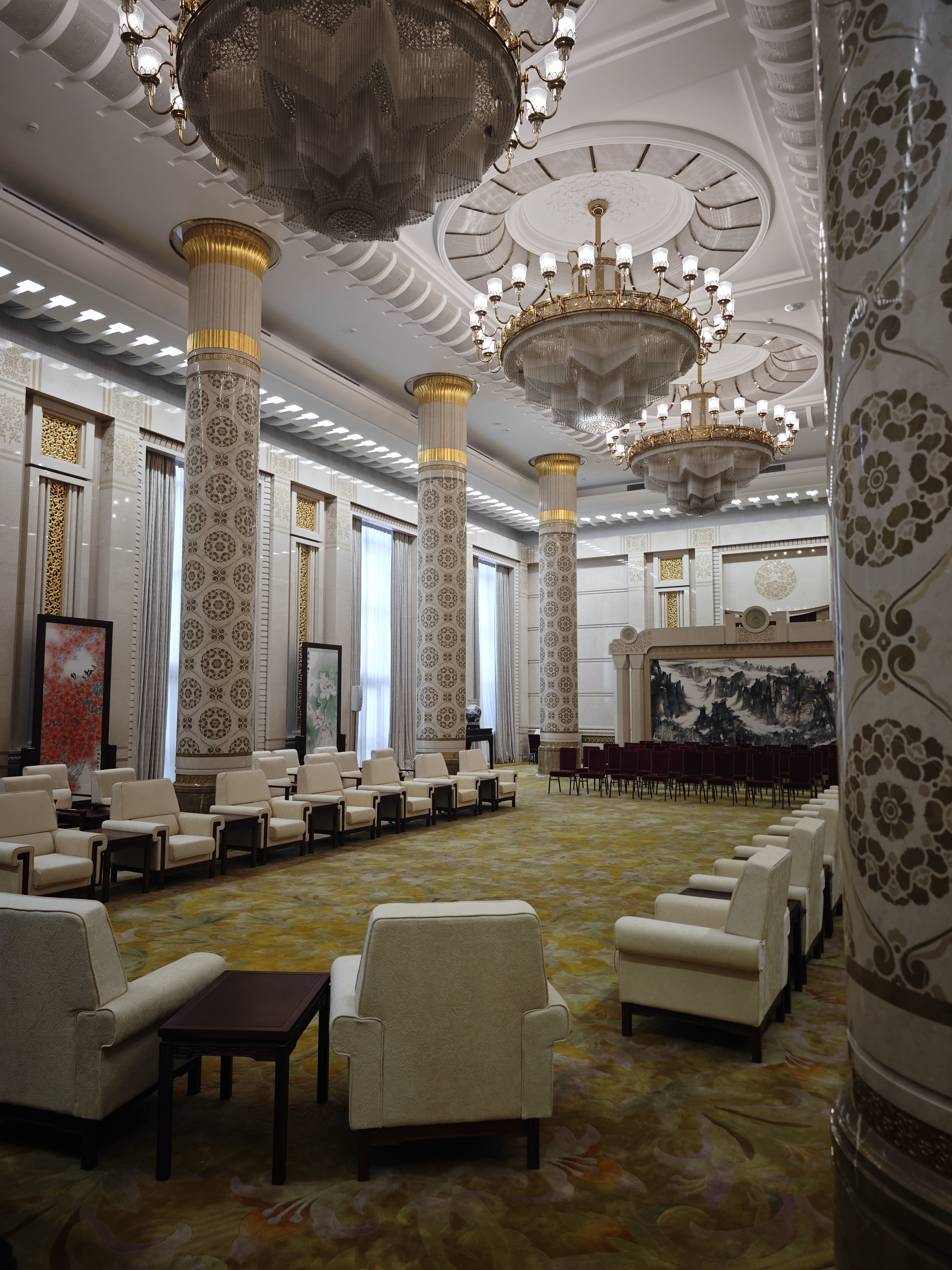
人民大会堂湖南厅
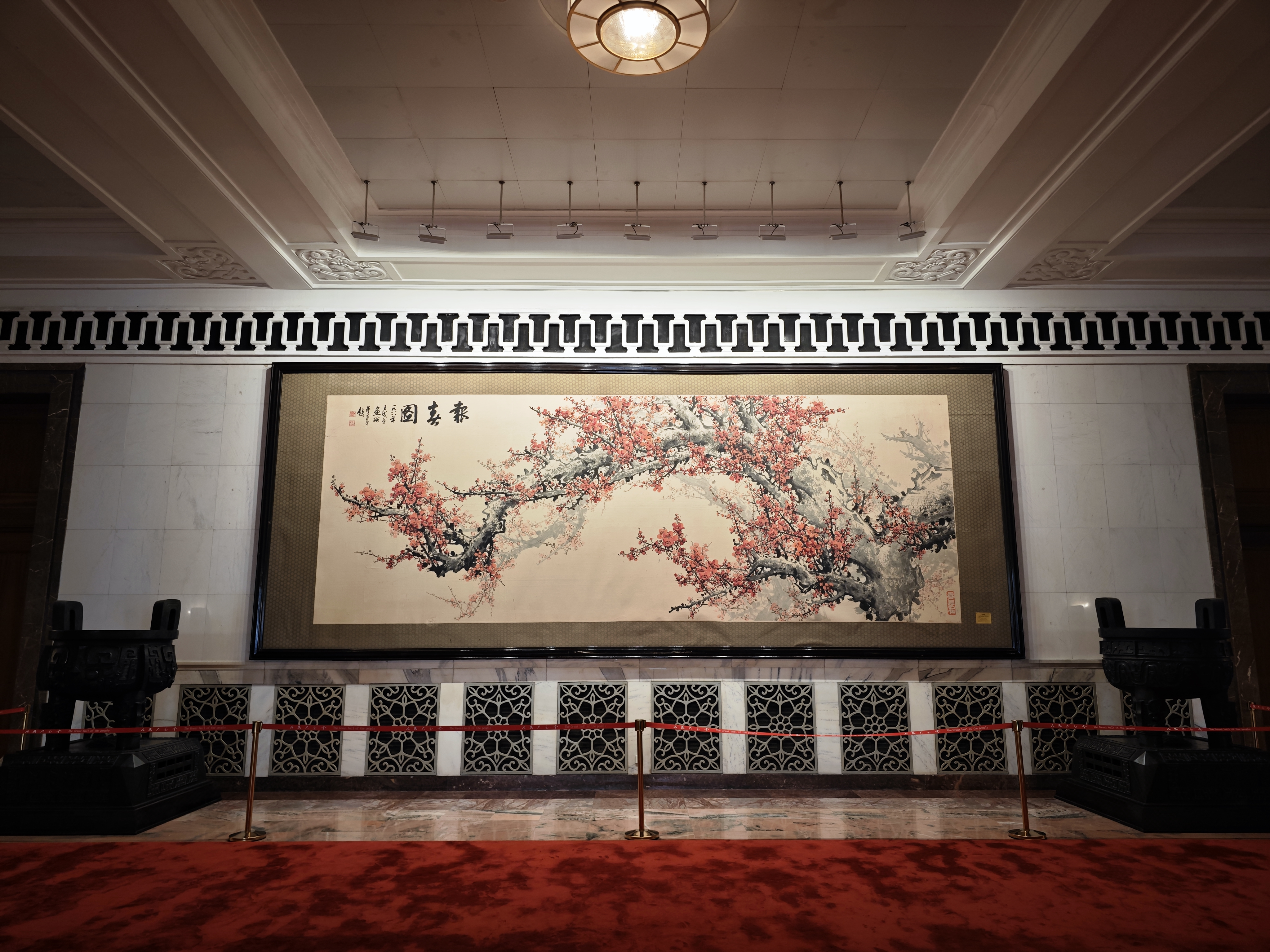
人民大会堂大厅内的报春图
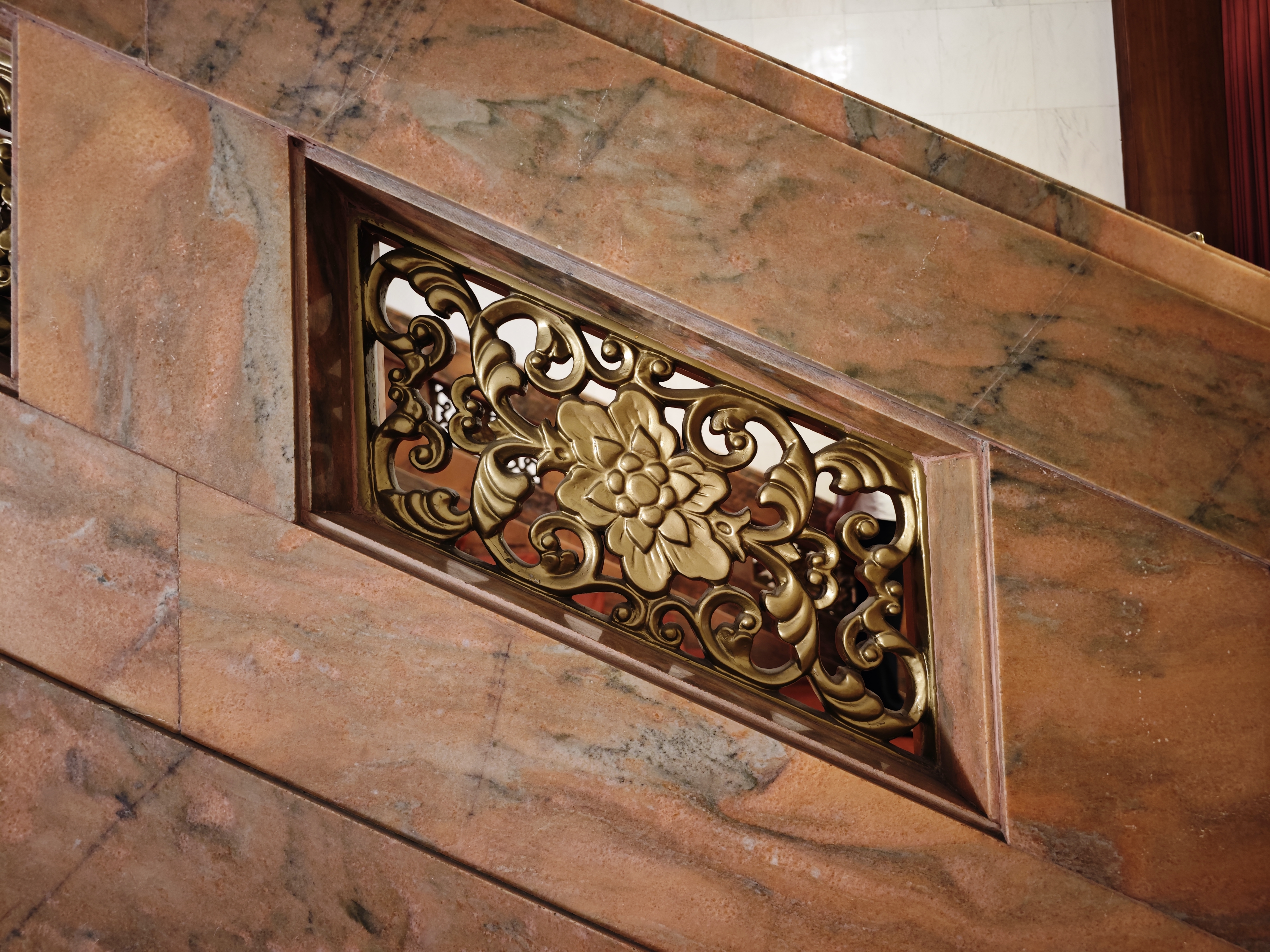
人民大会堂的楼梯中的雕花
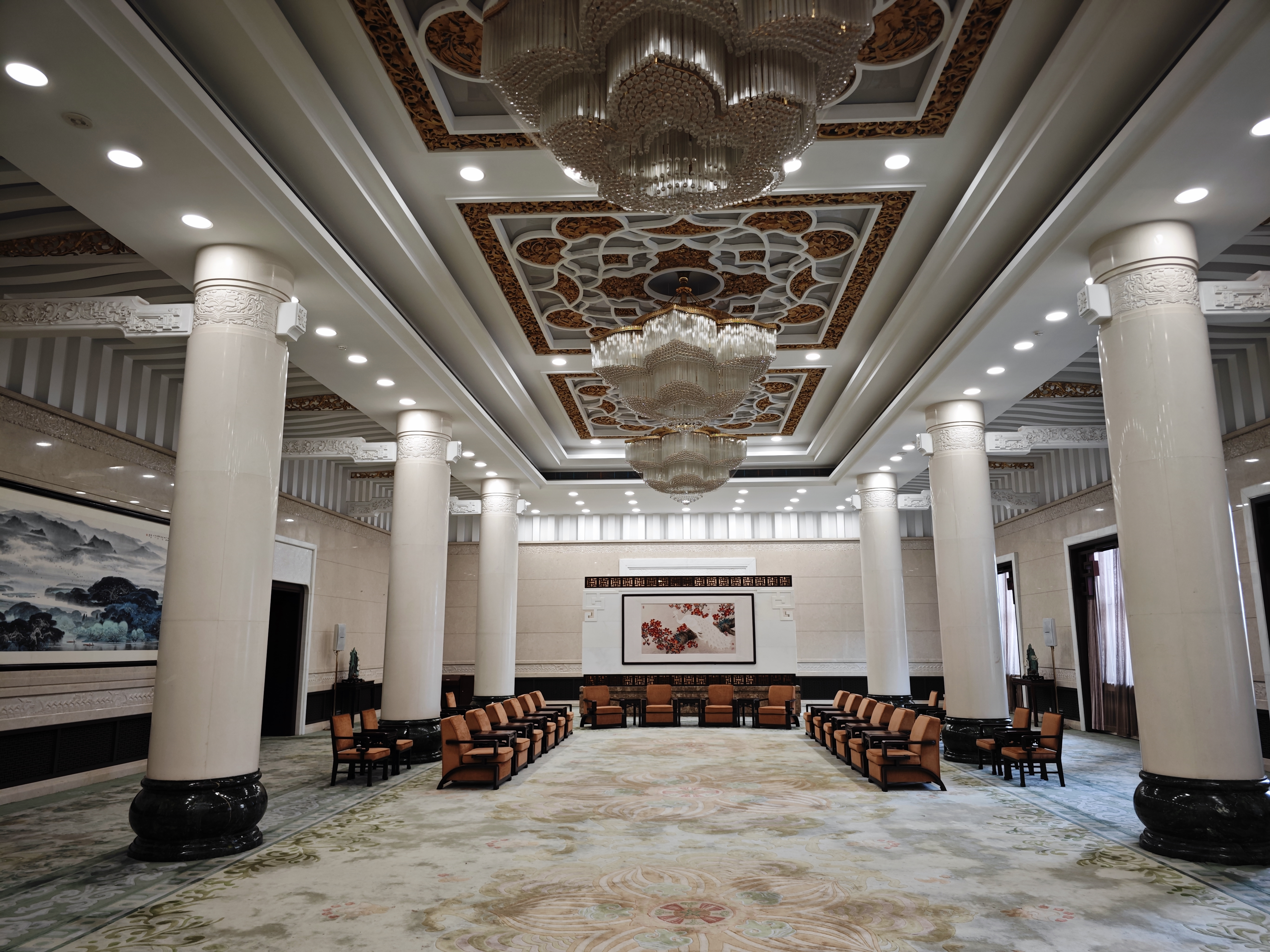
人民大会堂广东厅
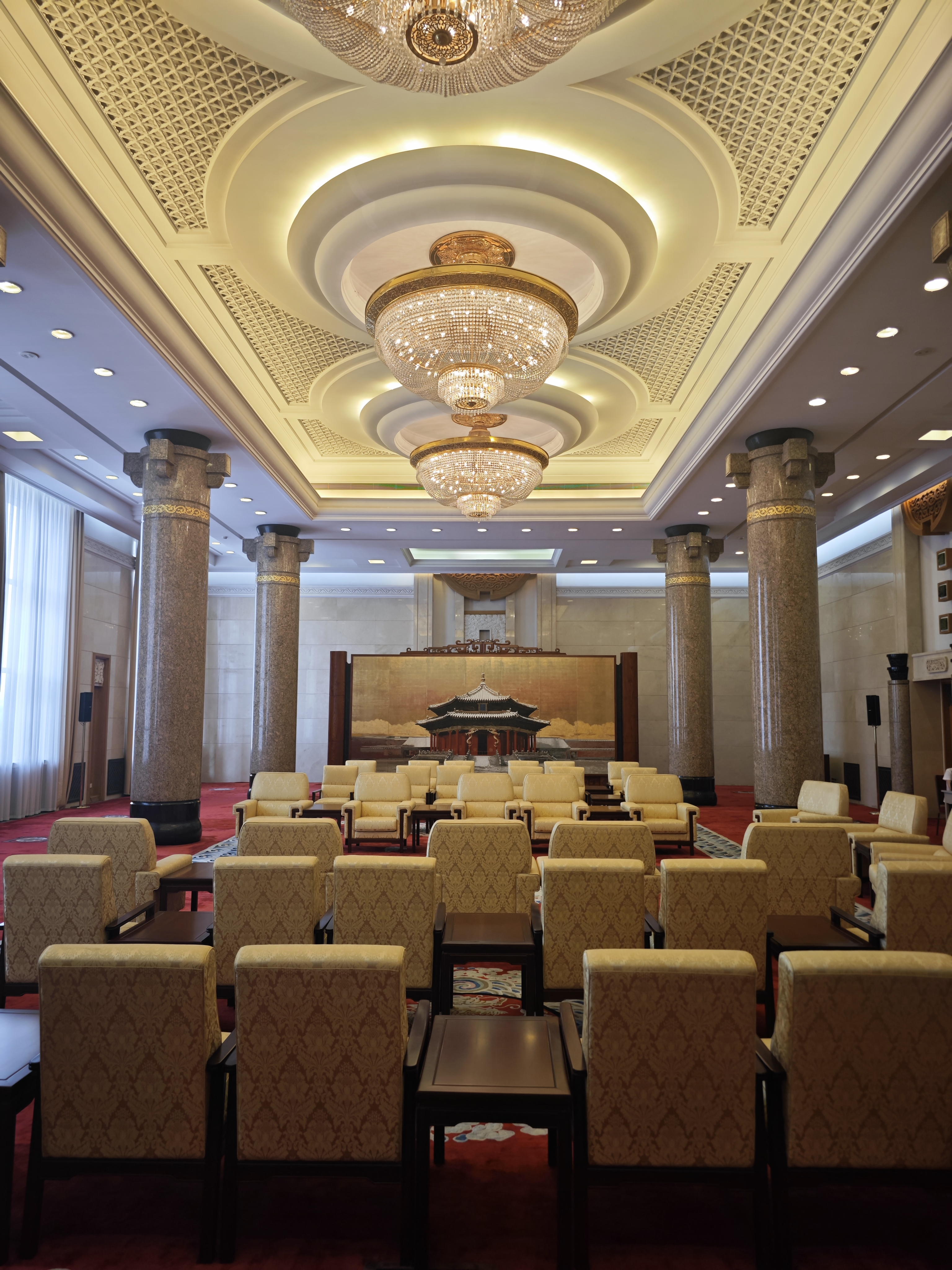
人民大会堂辽宁厅
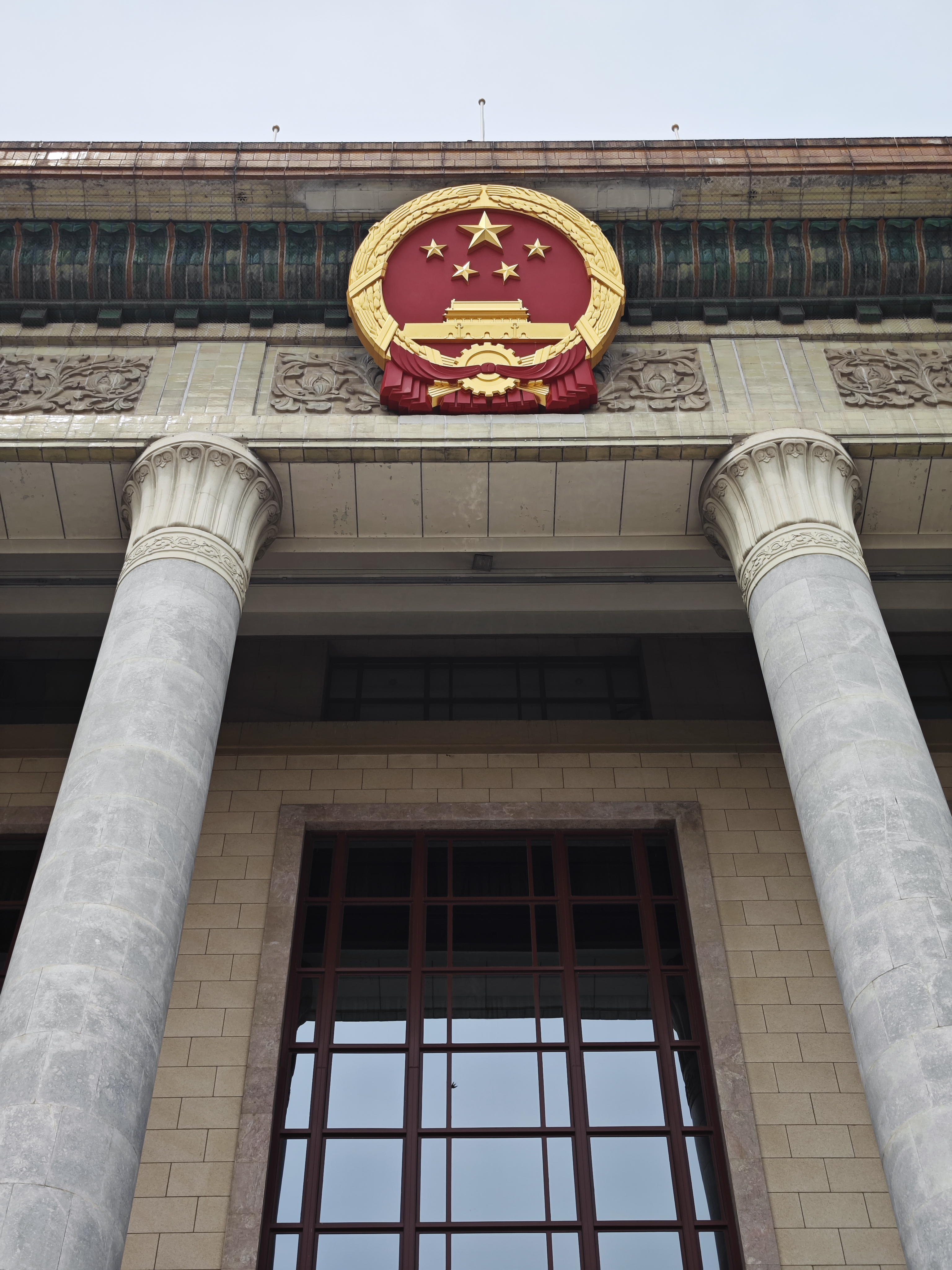
在人民大会堂正门仰望国徽
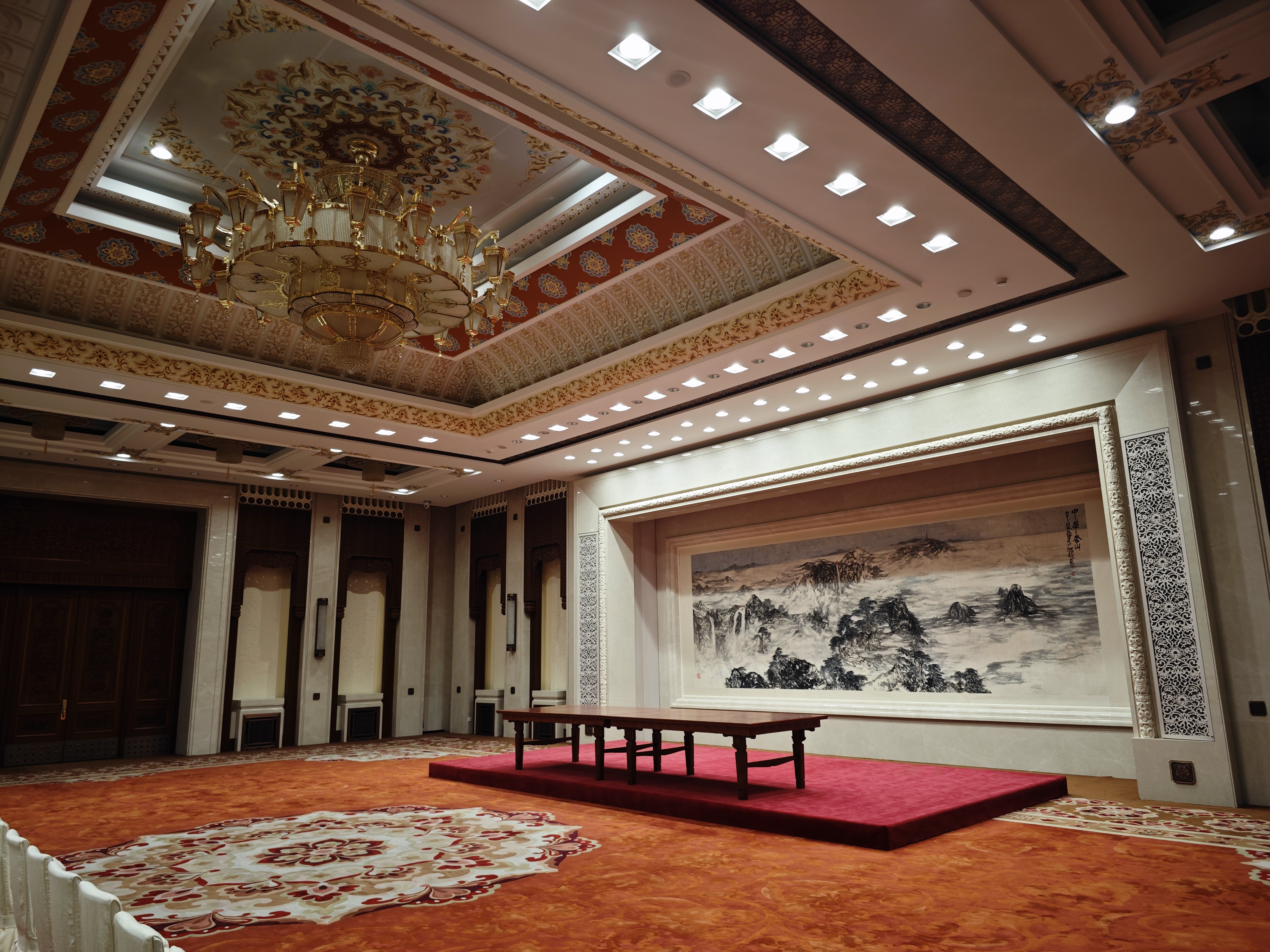
人民大会堂的新闻发布厅
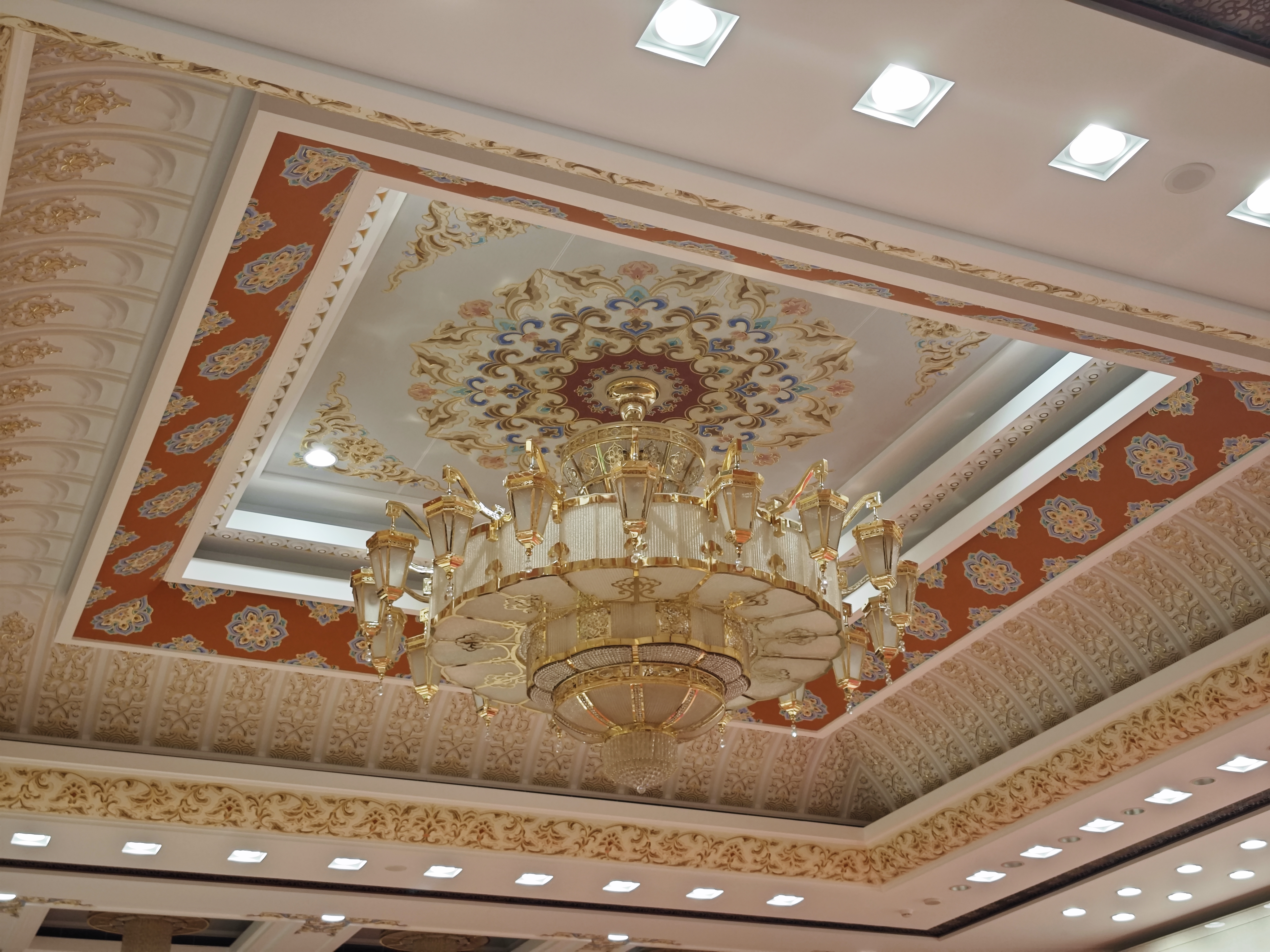
人民大会堂的新闻发布厅顶部的吊灯
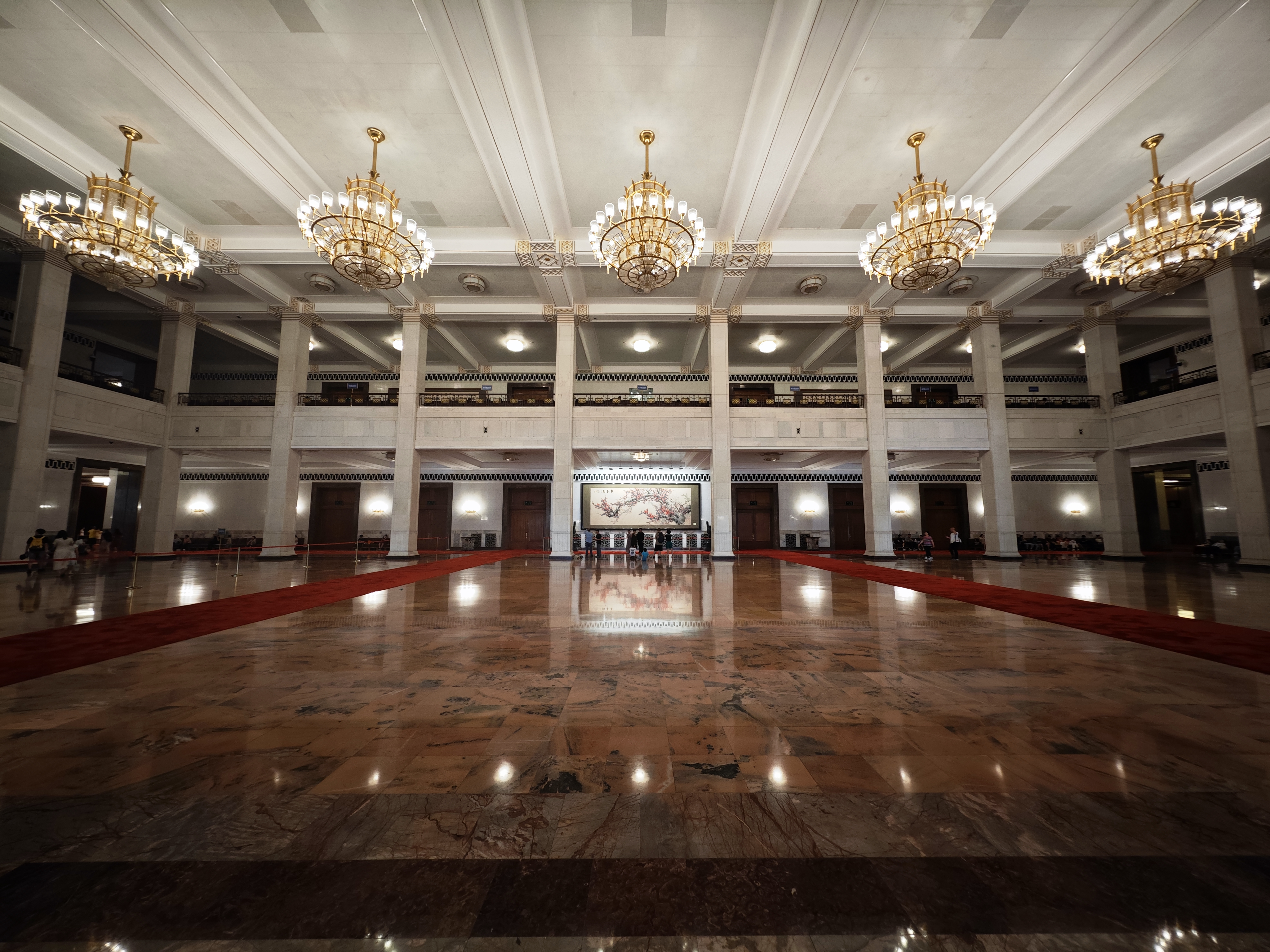
人民大会堂进门的大堂
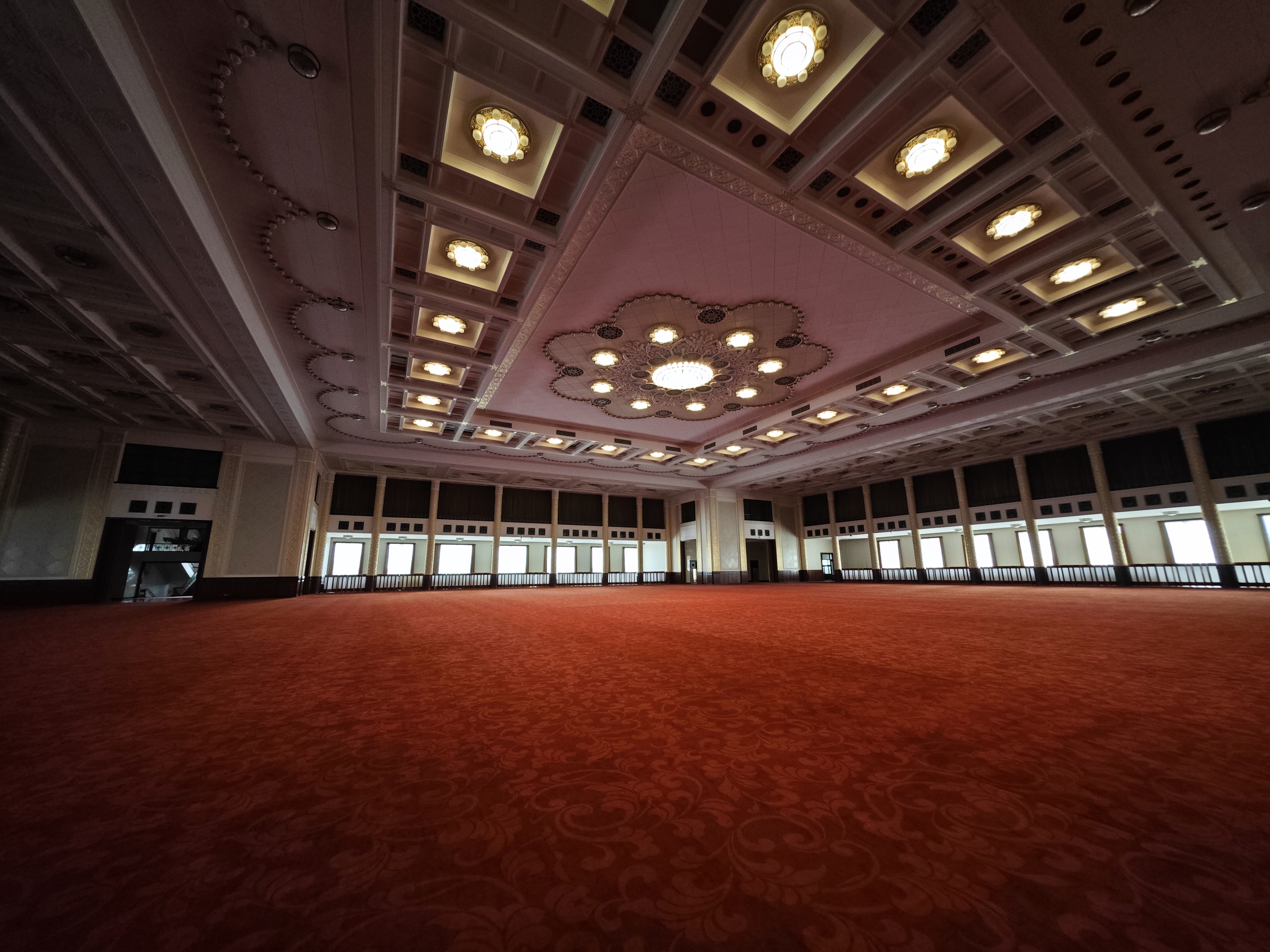
人民大会堂宴会厅，据官方介绍约有一个足球场大小，能容纳近万人一起进餐
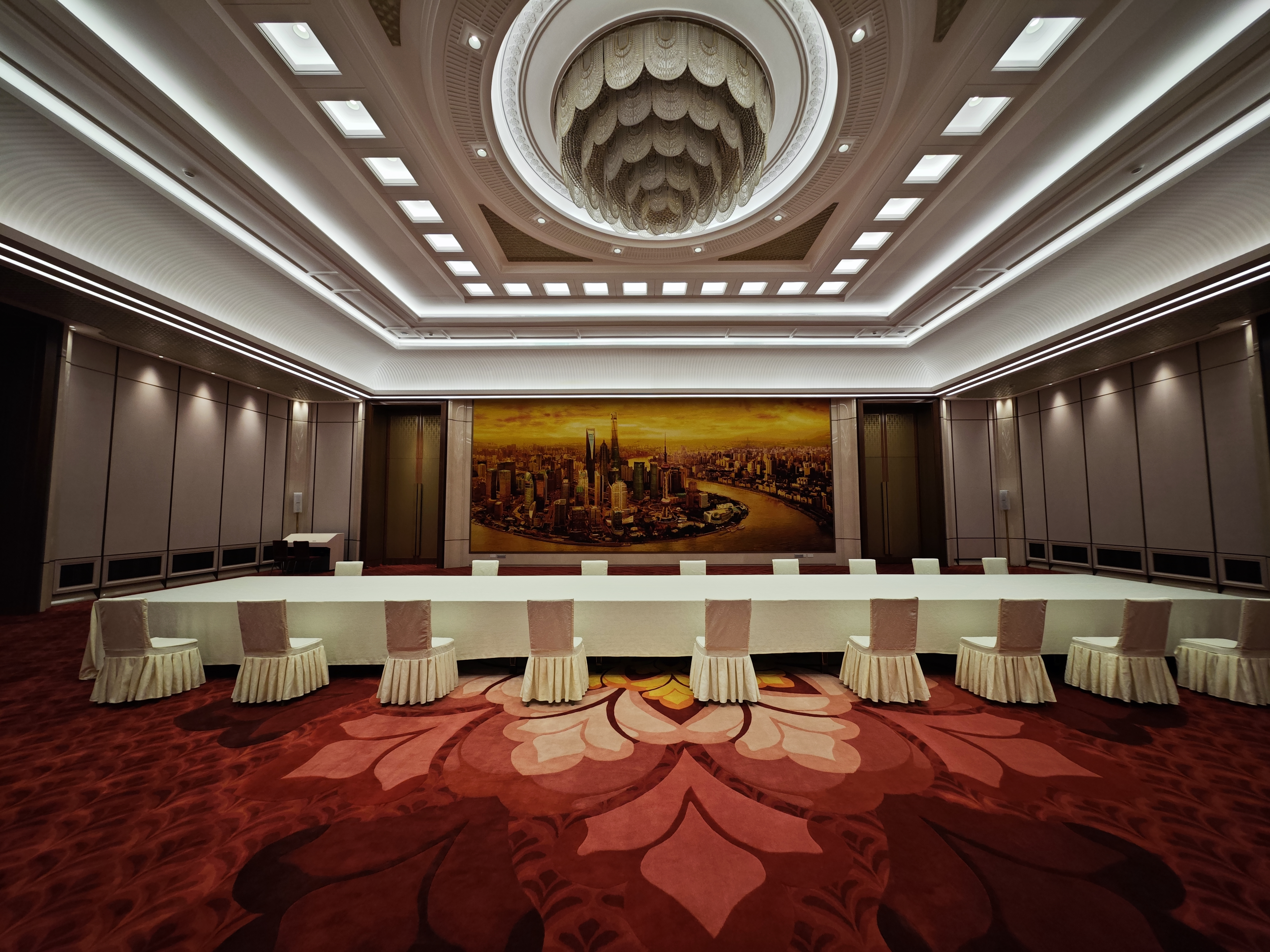
人民大会堂上海厅
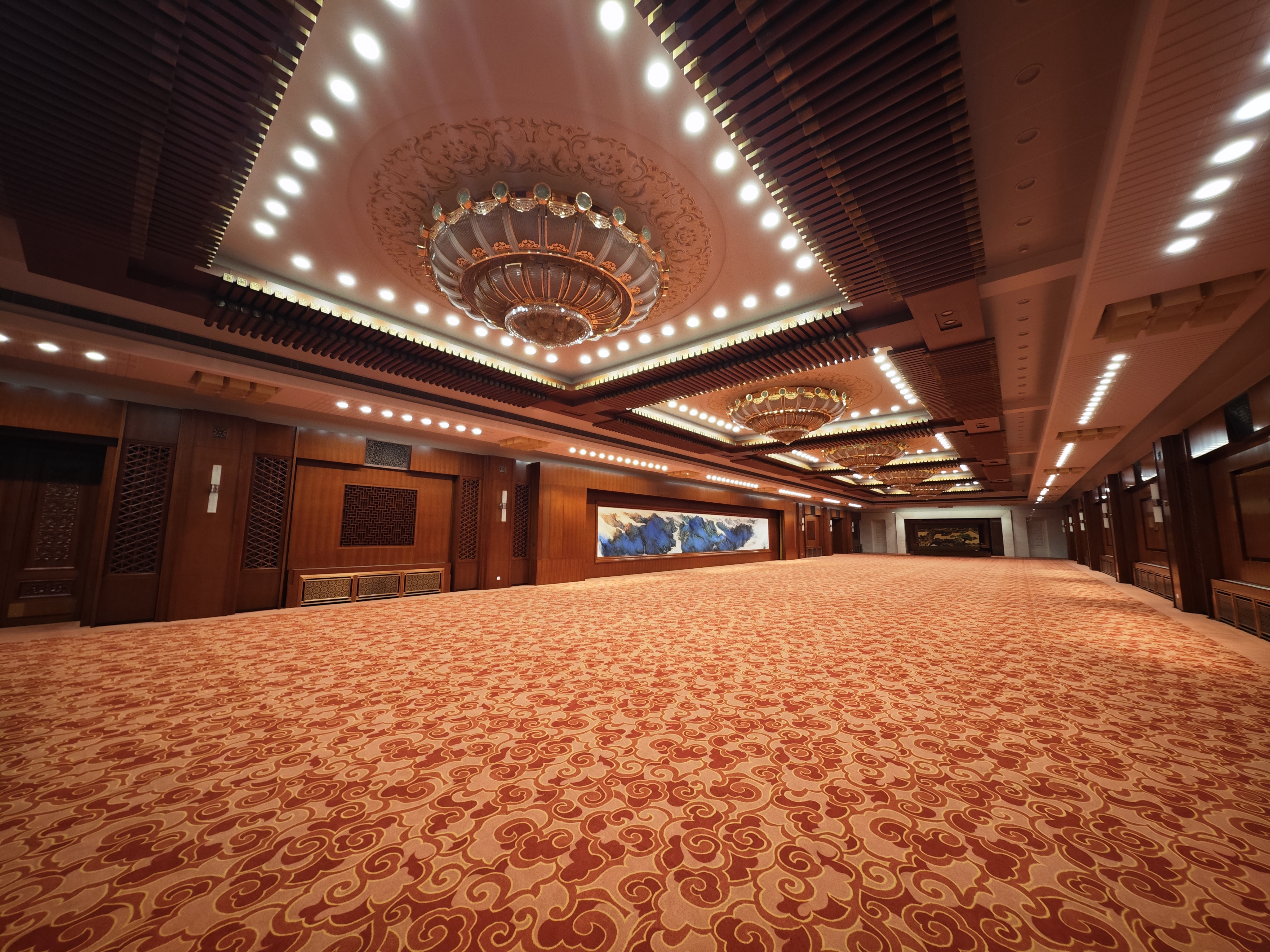
人民大会堂其中的一个厅